# QAnon

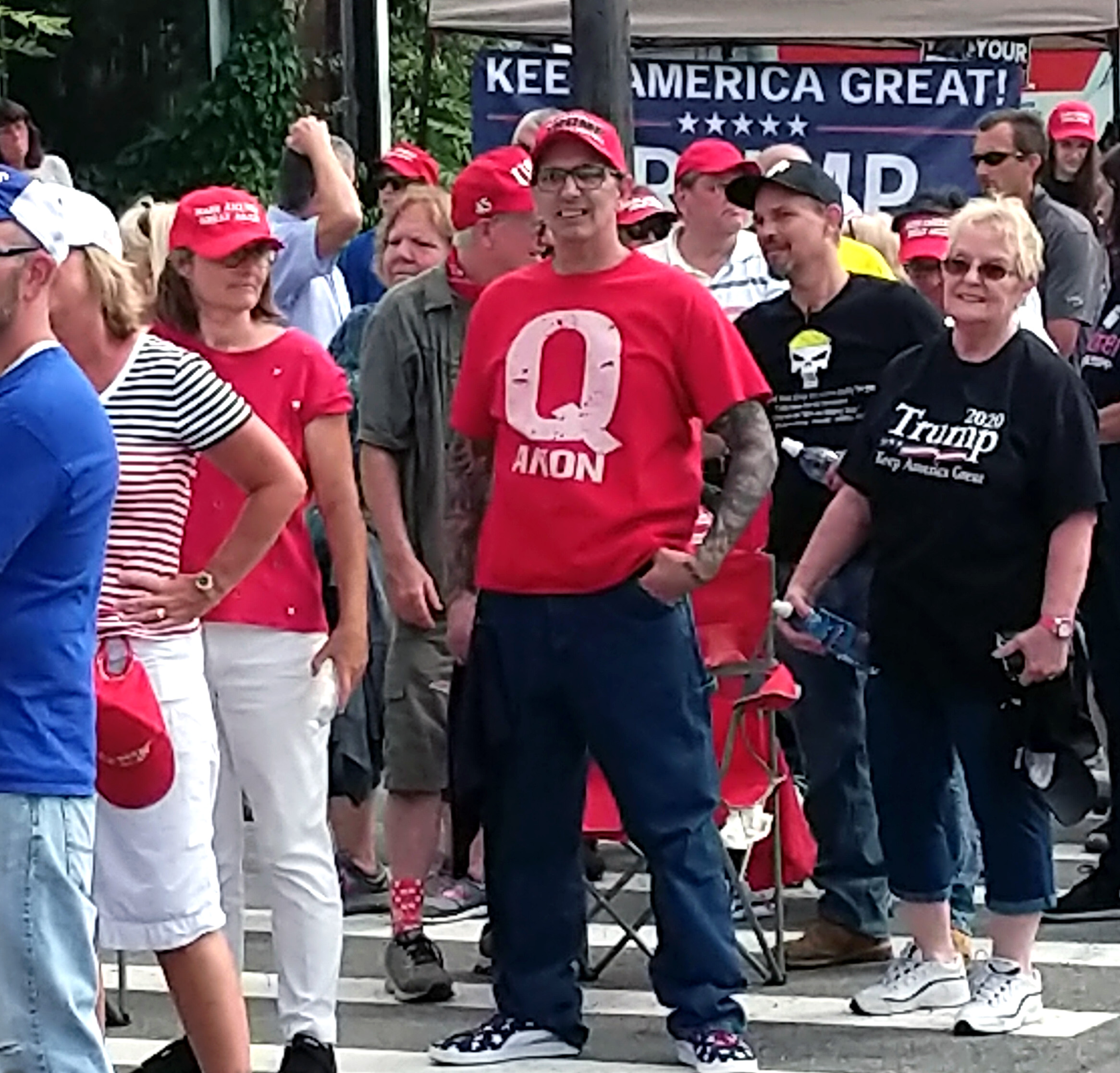
QAnon-Anhänger bei einer Kundgebung für US-Präsident Trump (2019)

QAnon [kjuːəˈnɒn] nennt sich eine Gruppe, die seit 2017 von den USA aus Verschwörungstheorien mit rechtsextremem Hintergrund im Internet verbreitet. Als Initiator gilt eine Person mit dem Pseudonym Q. Zentral ist die Behauptung, eine einflussreiche, weltweit agierende, satanistische Elite entführe Kinder, halte sie gefangen, foltere und ermorde sie, um aus ihrem Blut ein Verjüngungsserum zu gewinnen. Der US-Präsident Donald Trump bekämpfe diese Elite und einen vorgeblichen „Deep State“.
Diese Fiktion knüpft an die „Pizzagate“-Verschwörungstheorie von 2016 an, wonach hochrangige Politiker der Demokratischen Partei angeblich einen internationalen Kinderhändlerring zur Prostitution Minderjähriger betreiben. Trump-Anhänger verknüpften diese These mit vielen weiteren Verschwörungsthesen. Sie entwickelte sich so zu einer Verschwörungsideologie mit Millionen Anhängern, die ihrerseits als QAnon bezeichnet wird. Experten in den USA und Deutschland schätzen sie als schwere aktuelle Gefahr für die repräsentative Demokratie ein. QAnon-Gruppen wurden auf vielen Chatgruppen und -kanälen gesperrt, sind aber auf Telegram verbreitet.

## Entstehung
Im Präsidentschaftswahlkampf 2016 erfanden rechtsradikale Trump-Anhänger eine Verschwörungstheorie namens „Pizzagate“, die von Rassisten, konservativen Journalisten und Clinton-Gegnern verbreitet wurde. Dabei wurde behauptet, ein Kinderschänderring aus Mitgliedern der Demokratischen Partei sei entdeckt worden, interne E-Mails von Hillary Clintons Wahlkampfteam würden Geheimcodes für Pädophilie und Menschenhandel enthalten, und eine bestimmte Pizzeria in Washington, D.C. sei die Zentrale des angeblichen Rings. Die Satanismus- und Pädophilie-Vorwürfe wurden später zu einem Kern der QAnon-Ideologie.
Der anonyme Benutzer „Q clearance Patriot“ erschien erstmals am 28. Oktober 2017 auf dem Imageboard 4chan. Sein Nutzername deutete auf einen vorhandenen Zugang zu Geheiminformationen der US-Regierung hin. „Q clearance“ steht im US-Energieministerium für die höchste Sicherheitseinstufung mit Zugang zu streng geheimen Informationen über Kernwaffen und nukleares Material. Das angehängte „Anon“ stand auf 4chan für „anonyme“, nicht angemeldete Benutzer. Wie frühere Benutzer namens „FBIAnon“, „HLIAnon“, „CIAAnon“ und „WH Insider Anon“ behauptete Q interne Kenntnisse und bot Leaks dazu an. Zuerst postete er, Hillary Clintons bevorstehende Festnahme und Ausweisung aus den USA sei für den 30. Oktober 2017 angesetzt. Man solle mit organisiertem Aufruhr und Flucht ihrer Anhänger rechnen. Die Nationalgarde stehe deswegen bereits in Großstädten bereit; dies könne man durch einen Anruf bei ihren Mitgliedern prüfen. Diesem frei erfundenen Post folgten Tausende Q-Botschaften, die eine bizarre Theorie woben. Die vermeintliche Verschwörung umfasst demnach Politiker der Demokraten, Trump-Gegner in der Filmbranche und bei den Republikanern sowie große Unternehmen.
Am 5. Oktober 2017 hatte Trump vor einem Treffen mit seinen Militärberatern von einer „Ruhe vor dem Sturm“ gesprochen und auf Nachfragen ergänzt, man werde das Gemeinte schon noch herausfinden. Anhänger Trumps bezogen das Zitat auf alle möglichen erwarteten Ereignisse, etwa ein bevorstehendes Vorgehen gegen angebliche geheime Pädophilenclubs der Demokraten oder gegen Robert Muellers Sonderermittlung zur Beeinflussung des Wahlkampfs in den Vereinigten Staaten 2016. Q bezog den „Sturm“ auf eine baldige Festnahme von Hillary Clinton, Barack Obama und dem Finanzinvestor George Soros. Seine Follower fügten seine Aussagen unter Hashtags wie #TheStorm und #Qanon wie ein Puzzle mit vielen weiteren Verschwörungsthesen zusammen. Wie Trump-Anhänger seit 2015 benutzte ein QAnon-Thread mit dem Titel „Folge dem weißen Kaninchen“ diesen Satz aus dem Roman Alice im Wunderland und dem Film Die Matrix von 1999 für alle möglichen Andeutungen.
Als Beweise für seine behauptete Nähe zu Trump veröffentlichte Q unscharfe Fotografien aus einem Flugzeug, angeblich der Präsidentenmaschine Air Force One, und prognostizierte Einzelworte in künftigen Tweets Trumps. Er behauptete, er gehöre als hochrangiger Militär oder Geheimdienstmitarbeiter zu Trumps engstem Regierungskreis und decke gerade alle Arten übler Pläne einer internationalen Bürokratie gegen Trumps Regierung auf. Damit verband Q verschiedene Verschwörungsthesen, die Trump als Kämpfer gegen Umtriebe antiamerikanischer Saboteure darstellen, die die Regierung, Industrie, Medien und andere öffentliche Institutionen beherrschten. Das eigentliche Ziel dieser vorgeblichen Geheimherrschaft ist unklar.
Nach wenigen Wochen wechselte Q auf den Anbieter von offenen Internetforen 8chan (heute 8kun). Dort hatten auch mehrere Rechtsterroristen ihre Hasspamphlete verbreitet. Dass keine von Qs Ankündigungen eintrafen, tat seinem Erfolg keinen Abbruch. Am 28. Juni 2018 führte die Zeitschrift Time Q als eine der 25 einflussreichsten Personen im Internet auf. Sie berief sich auf über 130.000 Diskussionsvideos auf YouTube, das breite Spektrum der von ihm vertretenen Verschwörungstheorien, die breite Berichterstattung und seine prominenten Follower.

## Identität Qs
Über Qs Identität wurde viel spekuliert, etwa, er sei ein Spieler eines Alternate Reality Games oder Trump selbst oder eine Gruppe von „Informationsterroristen“, die seit der Gamergate-Kontroverse von 2014 die Art des Medienkonsums beeinflussten.
Hauptverdächtige Urheber der QAnon-Ideologie sind die US-Bürger James Arthur Watkins und sein Sohn Ronald Watkins. James Watkins betrieb das unkontrollierte Messageboard 8chan ab 2014 von Manila auf den Philippinen aus und kaufte die Website 2015 ihrem Gründer Fredrick Brennan ab. Ronald Watkins war dort Administrator und blieb es auch auf der Nachfolgeplattform 8kun. Beide bestritten ihre Identität mit Q, konnten ihn jedoch laut Brennan über 8chan jederzeit persönlich kontaktieren und seine Identität aufdecken. Brennan bewies im August 2020 über eine identische IP-Adresse, dass James Watkins auch die Website Q-Maps besaß. Diese verbreitete bis dahin die meisten Q-Drops im Netz und hatte rund zehn Millionen Besucher im Monat. Somit verbreitete Watkins wahrscheinlich direkt Qs Botschaften und profitiert davon. Bald danach wurde ein Entwickler von Q-Maps enttarnt. Er bestritt jede Verbindung zu Q; jedoch ging die Website daraufhin offline. Der zugehörige Webhost war im Oktober 2019 nur Wochen vor 8kun gegründet worden und hostete nur 8kun, Q-Maps und die Neonaziwebsite The Daily Stormer. Für die Medienforscher Brian Friedberg und Mike Rains ist der Autor der Q-Drops unwichtig, da nur James und Ronald Watkins entschieden, welche davon ins Netz gelangten. Die Betreiber von 8kun hätten somit auf jeden Fall erhebliche Kontrolle über Qs Inhalte und damit Einfluss auf die QAnon-Bewegung.
Im Oktober 2020 deckte ein Cybersecurity-Unternehmen auf, dass James Watkins über sein Unternehmen N.T. Technology Webdomains für eben jene Kinderpornographie und Pädophilie hostete und verkaufte, die QAnon-Anhänger angeblich beenden wollen. Im Januar 2021 wies der Schweizer Claude-Alain Roten mit einer automatisierten Text- und Schreibstilanalyse nach, dass zwei verschiedene Einzelpersonen Q-Einträge verfassten, die eine auf 4chan, die andere auf 8chan bzw. 8kun. Im April 2021 gab der kalifornische Filmemacher Cullen Hoback bekannt, Ronald Watkins habe sich in seinem Interview mit ihm versehentlich als Q bezeichnet. Bei einer Anhörung im US-Repräsentantenhaus zum Anschlag in El Paso 2019, den der Täter über 8chan angekündigt hatte, trug James Watkins eine Q-Anstecknadel. Er handelt mit Q-Verkaufsprodukten, bewirbt Bücher und Videos von Q und prominenten QAnon-Anhängern, verbreitet Interpretationen von Q-Drops und meldete 2020 ein politisches Aktionskomitee unter dem QAnon-Slogan Disarm the Deep State („Entwaffne[t] den Tiefen Staat“) an. Wegen dieser Indizien gelten James und Ronald Watkins selbst als Q, zumindest ihr direkter Kontakt zu Q gilt als erwiesen.
Mithilfe maschineller Sprachanalyse und KI lieferten 2022 zwei voneinander unabhängige Forscherteams empirische Hinweise darauf, wer den QAnon-Mythos erfunden habe: ein Schweizer Team des Unternehmens Orphanalytics in Vevey und ein französisches Team um die beiden Computerlinguisten Florian Cafiero und Jean-Baptiste Camps identifizierten mit Ronald Watkins und Paul Furber, einem frühen Moderator von Qs Forum („BaruchtheScribe“), dieselben beiden Männer als wahrscheinliche Verfasser der Nachrichten, die die virale Bewegung angeheizt und zu einem Selbstläufer gemacht hätten. Die Franzosen untersuchten mithilfe von künstlicher Intelligenz Tausende Beiträge von Q, verglichen sie mit Beiträgen realer Personen aus dem Umfeld von QAnon und von Donald Trump selbst und glauben, Watkins’ Schreibstil in 99 Prozent und Furbers Schreibstil in 98 Prozent der Textproben identifiziert zu haben. Die Übereinstimmungen in den Texten von Furber und Watkins mit jenen von Q liegen dem Schweizer Team zufolge bei 93 Prozent.

## Inhalte und Stil
QAnon wird als ein zentraler Knotenpunkt der weltweit herrschenden „Infodemie“ mit Falschnachrichten und Verschwörungsmythen beurteilt. Unter anderem spielte QAnon eine wichtige Rolle bei der Coronaleugnung und Klimawandelleugnung, aber auch bei Verbreitung von Wahlbetrugsnarrativen und russischen Propaganda zum Russischen Überfall auf die Ukraine.

### Hauptthesen
Zentrale Behauptungen Qs lauten, Barack Obama, Hillary Clinton, George Soros und andere hochrangige Vertreter von Staat und Wirtschaft würden einen Putsch planen, um die USA in eine Diktatur zu verwandeln, und seien gleichzeitig in einen internationalen Kinderhändlerring verstrickt. Der Vorwurf des Kinderhandels durch angebliche Vertreter des „Deep State“ und Prominente ist ein ständig wiederkehrendes Motiv. Außer Ronald Reagan seien sämtliche US-Präsidenten seit Lyndon B. Johnson kriminell, pädophil und satanistisch gewesen. Der Kinderhandel sei der Hauptzweck, zu dem die Verschwörer den Staat unterwanderten. Patriotische Militärs hätten den politischen Außenseiter Trump zum Präsidenten gemacht, damit er diesem Treiben ein Ende setze. Die Sonderermittlung zur Beeinflussung des Wahlkampfs in den Vereinigten Staaten 2016, deren Ergebnisse 2017 erwartet wurden, als QAnon entstand, diene daher in Wahrheit zur Abwehr der Pädophilenverschwörung: Trump habe eine Kollusion mit Russland nur vorgetäuscht, damit Sonderermittler Robert Mueller verdeckt gegen die Demokratische Partei ermitteln könne.
Trump sei der einzige Politiker, der es mit den Kinderhändlern, liberalen Globalisten und jüdischen Bankern aufnehmen könne. Der Tag der Abrechnung stehe unmittelbar bevor, an dem Trump ihnen offen den Krieg erklären werde. Dabei werde er von John F. Kennedy, Jr. unterstützt, der seinen Tod nur vorgetäuscht habe und bald zurückkehren werde. Es werde Zehntausende Verhaftungen geben, Tausende Vorstände großer Unternehmen würden zurücktreten, da ihre geheime Herrschaft beendet sei, und auch Hillary Clinton und Barack Obama würden in Haft genommen.
Anfangs wagte Q konkrete Vorhersagen, etwa, dass Hillary Clinton bereits in den kommenden Tagen inhaftiert, führende liberale Medienvertreter sterben und zahlreiche Mitglieder der Eliten verhaftet würden. Nachdem dies wiederholt ausblieb, formulierte Q seine Prognosen immer nebulöser, so dass sie nicht widerlegbar erschienen. Falsche Vorhersagen schadeten ihm nicht, sondern wurden von seinen Anhängern zu bewusst gewählten Andeutungen mit einem tieferen, noch unergründlichen Sinn umgedeutet.
Am 16. Februar 2018 beschuldigte Q Debbie Wasserman Schultz, die ehemalige Vorsitzende des Democratic National Committee (DNC), sie habe die Bande MS-13 aus El Salvador zur Ermordung des DNC-Mitarbeiters Seth Rich im Jahr 2016 angeworben. Weiter behauptete Q, Nordkoreas Staatschef Kim Jong-un sei eine von der CIA installierte Marionette. Trump habe sich mit Kim gegen die Verschwörer verbündet.
Ebenfalls verbreitet ist die Great-Reset-Verschwörungstheorie, bei der u. a. QAnon-Anhänger behaupten, Umweltschutzpolitik wie Klimaschutz seien Teil einer Strategie, um eine Neue Weltordnung zu schaffen.
Die meisten Äußerungen QAnons sind inzwischen kryptisch und vage, angeblich, weil er sich durch zu konkrete Angaben exponieren und selbst in Gefahr bringen würde. Die meist sehr kurzen Texte enthalten Abkürzungen, militärischen Jargon und unsinnige Schlagworte, die die Inhalte zum Teil fast unverständlich machen. In der Folge suchen die Anhänger im Internet nach Interpretationen und Lösungen der vermeintlichen verschlüsselten Botschaften.

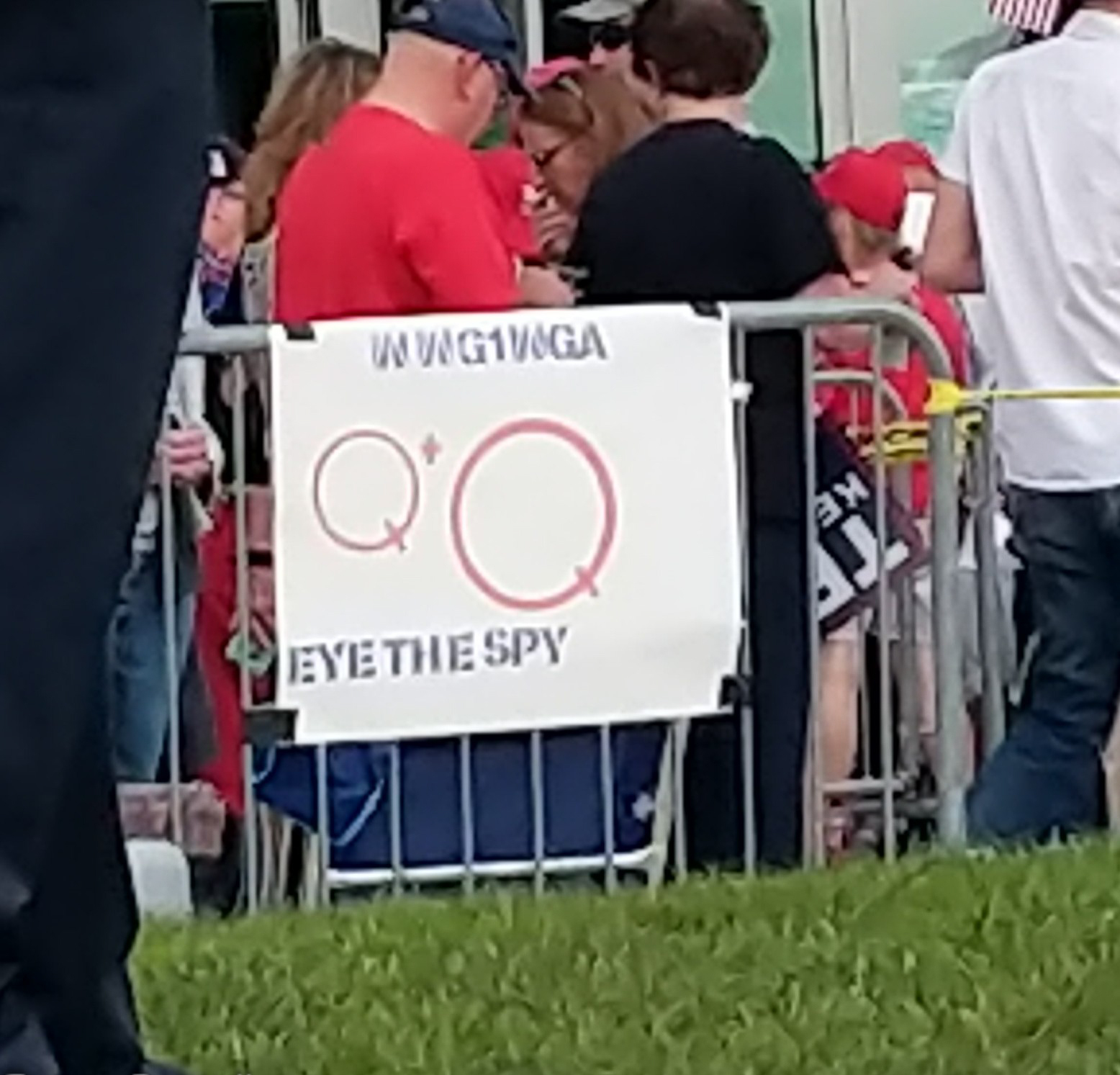
Q-Poster mit dem Kürzel WWG1WGA (“Where we go one, we go all”)

Auf Social Media und Demonstrationen verwenden QAnon-Anhänger neben dem Q-Symbol oft die Abkürzung WWG1WGA für den Satz “Where we go one, we go all”. Er bedeutet in etwa „Dort, wohin einer geht, dorthin gehen alle“.
Die Politikwissenschaftler Nancy L. Rosenblum und Russell Muirhead bezeichnen QAnon als „eine Verschwörung, die so verwickelt ist, dass sie beinahe jeder Beschreibung trotzt“. Der Verbreitungsprozess der Q-Drops imitiert Zusammenarbeit und Peer-Review: Eine These wird gepostet und akzeptiert, wenn andere sie wiederholen und darauf aufbauen. Damit sei QAnon ein Beispiel für „new conspiracism“, eine neue Form des Verschwörungsglaubens, die anders als klassische Verschwörungstheorien wie etwa zum Attentat auf John F. Kennedy gänzlich auf Indizien und reale Anknüpfungspunkte verzichte. QAnon erhebe ähnlich wie eine Sekte einen Besitzanspruch auf die Realität, der nicht durch Fakten, sondern nur durch ständige Wiederholung und Zustimmung in der Gruppe scheinbar verifiziert werde.
Vor der US-Präsidentschaftswahl am 3. November 2020 verknüpften QAnon-Anhänger die Parole „Save the Children“ auf Websites und Werbeplakaten mit Aufrufen, Trump zu wählen: Dieser werde dem angeblichen internationalen Kinderhändlerring bald ein Ende bereiten. Mit dem weit verbreiteten Hashtag “#SavetheChildren” werben QAnon-Anhänger unter der Vorgabe eines allgemeinen humanitären Anliegens neue Gläubige an, besonders unter konservativen religiösen Frauen. Dazu eigneten sie sich den Namen der seit 100 Jahren bestehenden Organisation Save the Children an, die weltweit für Kinderrechte eintritt. Diese grenzte sich mehrfach öffentlich von der Kampagne ab. Die Initiative Polaris, die eine kostenlose Hotline gegen Menschenhandel in den USA betreibt, richtete infolge vieler Anrufe mit Verschwörungsthesen eine Webseite für Richtigstellungen ein. Doch unter dem Hashtag „#SavetheChildren“ werden weiterhin Memes und Verschwörungsthesen gegen Vertreter der Demokratischen Partei verbreitet, auch in populären Foren zu Themen wie Gesundheit, Wellness und Yoga. Die Kampagne „SavetheChildren“ ist für die Kommunikationsforscher Whitney Phillips und Ryan Milner eine Methode, QAnon gezielt vom extremen Rand in die Mitte der Gesellschaft zu bringen. Seit Trumps für die Verschwörungsgläubigen verstörenden Wahlniederlage und dem Regierungsantritt Joe Bidens, den sie eigentlich für ausgeschlossen hielten, verwenden QAnon-Anhänger auch den Erkennungssatz „Trust the Plan“ („Vertraue dem Plan“). Damit ist gemeint, man solle, obwohl keine von Qs Ankündigungen eingetroffen sind, weiter darauf vertrauen, dass alles so verlaufe, wie es Trumps geheimer Plan vorsehe.
Im Unterschied zu anderen Verschwörungsideologien verehrt QAnon also einen gewählten und abgewählten US-Präsidenten als vermeintlichen Retter der angeblich von bösen pädophilen und satanistischen Kräften unterwanderten Gesellschaft. Dies ist Teil einer gezielten Politik von republikanischen Politikern, die Qs Thesen im Eigeninteresse publizierten und so zugleich legitimierten. QAnon ist eng verbunden mit Trumps Versuchen, das US-Wahlsystem zu untergraben. Die Ideologie ist laut dem FBI Ausgangspunkt für inländischen Terrorismus und verantwortlich für erhebliche Gewalt, so beim Sturm auf das Kapitol in Washington 2021 (6. Januar). Sie wirkt daher auch nach Trumps Wahlniederlage als demokratiefeindlicher Faktor fort.

### Antisemitismus
QAnon enthält und vertritt einen ausgeprägten Antisemitismus: Schuld am angeblichen internationalen Kinderhändlerring und Hintermänner des Deep State seien „die Rothschilds“ und andere bekannte jüdische Investoren wie George Soros. Am Deep State sei die „globale Bankenelite“ beteiligt. Dies gilt als Codewort für Juden. Laut Erick Trickey (The Washington Post) übernimmt Q ein „jahrhundertealtes antisemitisches Muster eines internationalen Bankenkomplotts,“ indem er der Familie Rothschild die Finanzierung einer globalen Verschwörung unterstelle. Laut der Anti-Defamation League waren zwar die meisten QAnon-Thesen im Jahr 2017 nicht antisemitisch, wurden von manchen Anhängern jedoch mit Israel, Zionisten oder zu Schreckfiguren aufgebauten jüdischen Personen wie George Soros verbunden. Die QAnon-Ideologie sei flexibel genug, aktuelle Ereignisse antisemitisch zu deuten.
Besonders die Adrenochrom-These gilt als „Weiterentwicklung von Ritualmordlegenden“ des Mittelalters, wonach Juden das Blut von Christen trinken und die Weltherrschaft anstreben. Der Religionswissenschaftler Michael Blume sieht QAnon als Neuauflage des im Hexenhammer von 1486 beschriebenen Verschwörungsmythos, wonach Juden und Hexen beim „Hexensabbat“ christliche Kinder töten, um aus ihrem Blut Hexensalbe herzustellen. Blume sagte im Oktober 2020 voraus, QAnon werde wie die meisten Verschwörungsmythen beim Antisemitismus landen, also Juden mit der fiktiven weltbeherrschenden Elite gleichsetzen. Auch Gebildete seien für diese Mythen und die dazugehörige „Tyrannophilie“ anfällig, die Sehnsucht nach einem befreienden Erlöser, wie gerade die deutsche Geschichte gezeigt habe. Für den Journalisten Chip Berlet ähneln die QAnon-Geschichten über sexuellen Missbrauch von Kindern durch „Globalisten“ jenen alten Ritualmordlegenden, wonach Juden das Blut von Kindern zum Herstellen von Matzen bräuchten. Man könne fast jede Verschwörungstheorie in der westlichen Kultur auf die Idee zurückführen, dass Juden Kinder entführen.
Berlet und der Historiker Michael Barbezat stufen Pizzagate und QAnon als aktuelle Varianten der mittelalterlichen Ritualmordlegenden ein. Ihre Funktion bestehe wie damals darin, die vermeintlichen Kindesmörder mit einer „kodierten Rhetorik“ zu dämonisieren, zu Gewalt gegen sie anzustiften und jedes Gewaltmittel gegen sie bis hin zu Massenmord zu rechtfertigen. Auch für die Journalistin Anna Merlan ähneln die zentralen QAnon-Thesen den seit der Antike bekannten Ritualmordlegenden: Geheimzirkel träfen sich nachts für finstere Pläne gegen die Mehrheitsgesellschaft und beteiligten sich an rituellem Missbrauch, Folter und/oder Mord an Unschuldigen, meist Kindern. QAnon-nahe Kanäle verbreiteten auch nach dem Terrorangriff der Hamas auf Israel vom Oktober 2023 antisemitische Aussagen, Symbole sowie Karikaturen.

### Verbindungen mit weiteren Bewegungen
Bei QAnon handelt es sich um eine Verschwörungstheorie, die sich durch viel Opportunismus und ideologische Flexibilität auszeichnet. QAnon fungiert als Verbindungsglied zwischen Anhängern der Impfgegnerbewegung, von Donald Trump und prorussischen Demonstranten. QAnon ist zudem ein wichtiger Verbreiter von russischer Propaganda, die über QAnon in rechte westliche Medien findet.
QAnon wiederholt und modifiziert u. a. bekannte Verschwörungstheorien anderer Urheber und führt diese zusammen:
- Der Bankier J. P. Morgan habe 1912 die Titanic versenken lassen, um Konkurrenten aus dem Bankengewerbe aus dem Weg zu räumen und die Kontrolle über die US-Notenbank FED zu erlangen.[32]
- Massaker wie das Schulmassaker von Parkland hätten nicht stattgefunden, sondern seien mit Schauspielern inszeniert worden, um einen Vorwand zur Einschränkung des Waffenbesitzes zu erhalten und die US-Bevölkerung zu entwaffnen, um sie wehrlos zu machen.[42]
- Die damalige Bundeskanzlerin Angela Merkel sei mit Adolf Hitler verwandt: „Folge der Blutlinie.“ Hitler sei wiederum nur eine Marionette derselben Mächte gewesen, die heute die Weltverschwörung anführten.[21]
- QAnons Theorie eines „Deep State“ knüpft an die seit etwa 1990 verbreitete Verschwörungstheorie der „Neuen Weltordnung“ an und setzt deren missionarisches Feindbild fort: „Wir retten die Welt von der Philosophie der radikalen Linken, die dieses Land zerstören will.“[43]
- Die Welt werde durch Illuminati kontrolliert.[41]

Ab dem Frühjahr 2020 verbreiteten QAnon-Anhänger Falschinformationen zur COVID-19-Pandemie: Die Massenquarantäne (der „Lockdown“) diene, so die anfängliche Lesart, nicht der Pandemiebekämpfung, sondern solle Trump und seinen Verbündeten einen Vorwand bieten, unzählige Kinder aus Folterkellern zu befreien, wo ihnen im Auftrag der Elite massenhaft Adrenochrom entzogen würde. (Von diesem Stoffwechselprodukt des Adrenalins wird fälschlicherweise behauptet, es würde ewige Jugend verleihen.) Bald änderte sich der Ton; nun machten sich QAnon-Anhänger die ID2020-Verschwörungstheorie zu eigen, wonach Bill Gates Menschen bei Impfungen einen RFID-Mikrochip implantieren lassen wolle, der in der Folge sensible Daten übermittle. Die Pandemie sei erfunden worden, um Trump zu schaden und Gates einen Vorwand für die Impfungen zu liefern.

### Ähnlichkeit mit einer Religion bzw. Sekte
Weil mittlerweile Tausende Amerikaner Qs „Heilsbotschaft“ verbreiten und eine Art kosmischen Endkampf zwischen Gut und Böse erwarten, spricht die amerikanische Zeitschrift The Atlantic von einer neuen amerikanischen Religion. Manfred Dworschak attestierte den QAnon-Anhängern im Spiegel Züge einer Sekte: Angeboten werde ein starkes Gemeinschaftserlebnis, das sich etwa im Motto WWG1WGA zeige. Zudem verlange QAnon seinen Anhängern viel ab, was religionssoziologisch den Zusammenhalt einer Gruppe stärkt und deren Langlebigkeit ermöglicht. Zudem werde eine konkrete Erlösung der als apokalyptisch böse geschilderten Welt durch den als Retter dargestellten, nunmehr ehemaligen US-Präsidenten Trump angeboten.
Sozialwissenschaftler, wie ein Artikel in The New Republic 2020 beschreibt, sehen bei QAnon Züge einer Religion und einer Sekte. Es gebe für die Gläubigen einen Propheten, Q, und eine gottgleiche Figur, Trump. Sie folgten zentralen Glaubenssätzen wie dem, dass Trump einen Heiligen Krieg gegen eine Geheimelite von Pädophilen innerhalb der Regierung führe. Das Konsumieren von YouTube-Videos und Ausdeuten von QDrops sei ihre Religionsausübung. Ihr zentraler Slogan “Where we go one, we go all” ähnele einem Kreuzzug-Aufruf.
Der Religionswissenschaftler Alexander-Kenneth Nagel analysiert QAnon als moderne Apokalyptik: Im „Schattenstaat“ bzw. in der jüdischen Verschwörung, die hinter allem stecke, sei das Kernmotiv der Hure Babylon aus der Offenbarung des Johannes zu erkennen, deren moralische Verderbtheit drastisch ausgemalt werde. Typisch für Apokalyptik sei zudem die dichotome Feindbilderklärung, in der „Patrioten“ und „Globalisten“ gegenübergestellt würden, sowie die dreigliedrige Einteilung der Geschichte in „Krise – Gericht – Erlösung“, wobei sich der Sprecher dieses endzeitlichen Narrativs zwischen Krise und Gericht positioniert. Die Ankündigung des angeblich unmittelbar bevorstehenden Sturms entspreche der Naherwartung der frühen Christen, deren Umgang mit der Parusieverzögerung den Strategien ähnele, mit denen QAnon-Anhänger das Ausbleiben des Sturms erklärten. Ebenso ähnele der Gestus der Offenbarung und Enthüllung der QAnon-Propagandisten dem der christlichen Apokalyptik: In beiden würde die Wahrheit in kleinen Bruchstücken, oft rätselhaft codiert, schrittweise enthüllt und schließlich kanonisch verdichtet. Nagel sieht aber auch Unterschiede, etwa in der Rolle der Rezipienten, die im frühen Christentum nur Zuschauer des „heilsgeschichtlichen Spektakels“ blieben, das Gott für sie entfalte. Die QAnon-Verschwörungstheorie dagegen habe aktivistische Züge, insofern ihre Rezipienten als Sachwalter des endzeitlichen Geschehens imaginiert würden. Zudem seien sie anders als die Alte Kirche dezentral und nicht hierarchisch organisiert. Auch sei unklar, inwieweit sie sich mit den von QAnon verbreiteten Botschaften wirklich identifizierten und sie ernst nähmen. Nagel hält es für möglich, dass viele sich nur „aus einem boulevardesken Interesse am Skurrilen“ und einer gewissen Sensationslüsternheit an dieser Verschwörungstheorie beteiligten. Daher liege es nahe, „dass der Sitz im Leben der QAnon-Apokalyptik eher in Saturiertheit als in realer Bedrängnis liegt“.

## USA

### Verbreitung
Die rechte Radiomoderatorin und Trumpanhängerin Tracy Diaz, eine Vertreterin der „Pizzagate“-These, erklärte Qs Andeutungen ab 3. November 2017 für authentisch und verschaffte ihnen über ihren YouTube-Kanal ein großes Publikum. Einige Wochen später nahmen zwei Moderatoren von Qs Forum, der Programmierer Paul Furber („BaruchtheScribe“) aus Südafrika und der Trumpanhänger Coleman Rogers („Pamphlet Anon“) aus den USA, mit Diaz Kontakt auf. Die drei legten auf Reddit das Forum „CBTS_Stream“ für QAnon-Beiträge an, damit Nutzer diese auch auf Facebook, Twitter, YouTube und Instagram verbreiten würden. Dazu schrieben, kommentierten und produzierten sie Videos. Nachdem Reddit ihr Forum sperrte, richteten sie die Nachfolgegruppe „greatawakening“ ein, die bis zu 70.000 Nutzer hatte.
Hunderte bis Tausende QAnon-Anhänger in diesen Foren deuten Qs Hinweise aus, analysieren und bestätigen sie scheinbar und verbreiten sie weiter. Daraus entstand der unzusammenhängende, weit verzweigte Charakter der Verschwörungsideologie. Diaz und die beiden Moderatoren machten aus Qs Beiträgen ein einträgliches Geschäftsmodell: Seit sie sich in ihren Videos mit Q befassten, wuchsen deren Klickzahlen auf jeweils bis zu acht Millionen an. Erst verschoben sie die QAnon-Threads auf Reddit, dann auf Facebook und eröffneten schließlich einen eigenen YouTube-Kanal, auf dem sie Spenden einwarben. Diesem auf die QAnon-Anhänger zugeschnittenen Geschäftsmodell folgten später weitere YouTuber.
Von Juni bis August 2020 fand eine interne Untersuchung auf Facebook Tausende Gruppen und Seiten von QAnon-Anhängern mit Millionen Followern. Sie wuchsen infolge der Aufnahme von Gruppenposts in Facebooks Empfehlungsalgorithmen. So wurden mindestens 185 Werbeanzeigen für QAnon auf Facebook und Instagram gezeigt. QAnon-Gruppen nutzen diese Medien zum Verbreiten ihres Netzwerks, greifen sie aber zugleich als „Unterdrücker“ an, die „die Wahrheit zu zerstören suchen“.
Auf dem App Store (iOS) und bei Google Play erschien die Mobile App „QDrops“, mit der Qs Behauptungen verbreitet wurden. Die App wurde von „Tiger Team Inc.“ entwickelt, die den Eheleuten Richard und Adalita Brown aus North Carolina gehört. Im April 2018 war QDrops bei Apple die beliebteste App in der Sektion „Unterhaltung“ und stand auf Position 10 der beliebtesten kostenpflichtigen Apps. Nach einem Bericht von NBC News darüber zog Apple die App vom Verkauf zurück. In Google Play war die App im Juli 2018 noch verfügbar, erreichte dort aber nur geringe Verkaufszahlen. Seit Januar 2021 ist die App auch bei Google Play entfernt.
Bei einer Umfrage des Pew Research Center vom September 2020 gaben 47 Prozent der Teilnehmer an, sie hätten von QAnon gehört. 41 Prozent der befragten Republikaner und sieben Prozent der Demokraten erklärten, QAnon sei gut für das Land. 57 Prozent der US-Amerikaner sahen QAnon als nachteilig für ihr Land. Nach einer Umfrage von Daily Kos/Civiqs glaubten 56 Prozent der Republikaner, QAnon verbreite zumindest teilweise die Wahrheit. Ein Drittel hielt Qs Botschaften für überwiegend wahr. Bei einer Yahoo-YouGov-Umfrage vom Oktober 2020 gab die Hälfte der Trump-Unterstützer an, an QAnon zu glauben.
Laut einer repräsentativen Umfrage der britischen NGO HOPE not Hate vom Oktober 2020 bezeichneten sich rund 10 Prozent aller befragten US-Bürger und mehr als 20 Prozent der Trumpanhänger als QAnon-Unterstützer. Davon hielten 82 Prozent Gewalt zum Verteidigen ihres Glaubens für legitim. Ein Drittel der Befragten glaubte die zentrale QAnon-These eines großangelegten Kindesmissbrauchs durch Eliten. 19 Prozent glaubten, die COVID-19-Pandemie sei Teil eines künstlich erzeugten Entvölkerungsplans der UNO oder der „Neuen Weltordnung“. 15 Prozent glaubten, Impfungen dagegen würden bösartig zum Infizieren mit Gift benutzt. Die Auftraggeber der Studie schlossen daraus auf eine erhebliche demokratiegefährdende Gewaltbereitschaft, falls Trump seine Wiederwahl verfehlen und dies nicht anerkennen werde.
Nach dem Sturm auf das Kapitol ging der Glaube an das Verschwörungsnarrativ um QAnon deutlich zurück: Vorher wurde es von 60 % der amerikanischen Bevölkerung abgelehnt, während sich sieben Prozent als Anhänger bekannten. Nach dem 6. Januar 2021 wuchsen die Ablehnungswerte auf 77 %, nur noch vier Prozent bezeichneten sich als aktive Unterstützer.

### Drohungen, Gewalt- und Straftaten
Am 31. Mai 2018 durchsuchten die Veterans on Patrol („Veteranen auf Streife“) ein verlassenes Obdachlosenlager in Tucson (Arizona). Sie glaubten, der mexikanische Baustoffkonzern Cemex halte dort Kinder in einem unterirdischen Bunker fest, um sie sexuell zu missbrauchen. Die Eindringlinge blieben mehrere Tage auf dem Gelände und zeigten ihre Aktion als Live-Streaming im Internet. Behörden beteiligten sich mit einem Spürhund an der Durchsuchung, fanden aber weder Kinder noch Leichen. Obwohl sie keinerlei Hinweise auf die angeblichen Verbrechen hatten, wiederholten viele Medien unkritisch die Behauptungen des Gründers der Gruppe. Diese patrouillierte später an der Fernverkehrsstraße Interstate 19, um vermeintliche Kinderhändler zu ergreifen. Der Gründer wurde am 22. Juli 2018 festgenommen, da er rechtswidrig Privatgrundstücke durchsucht hatte und einer gerichtlichen Vorladung nicht gefolgt war. Aktivisten rechter Gruppen behaupteten dann, er sei ein von Bundesbehörden bezahlter Provokateur.
Am 15. Juni 2018 fuhr Matthew Phillip Wright mit einem gepanzerten Fahrzeug, einem AR-15-Selbstladegewehr und einer Kurzwaffe zum Hoover Dam, blockierte dort 90 Minuten lang den Verkehr und forderte, sofort einen Untersuchungsbericht des US-Justizministeriums über das Verhalten von FBI-Beamten bei Hillary Clintons E-Mail-Affäre freizugeben. Er wurde unter dem Verdacht des Terrorismus und anderer Straftaten festgenommen. Zuvor hatte Q per QDrops behauptet, der geforderte Bericht sei für die Veröffentlichung stark verfälscht worden. Wright gab an, es sei seine Mission, die Herausgabe des angeblich vorhandenen unverfälschten Berichts zu erwirken.
Der Rechtsanwalt Michael Avenatti vertrat 2018 Stormy Daniels, die eine Vertraulichkeitsvereinbarung wegen einer außerehelichen Affäre mit Trump aufheben lassen wollte. Am 29. Juli 2018 veröffentlichte QAnon Fotos eines Mannes mit einer Stichwaffe in der Hand vor Avenattis Büro, dann die Nachricht, man habe ihm eine „Botschaft“ überbracht. Avenatti erstattete Strafanzeige.
Der Kalifornier Forrest Clark hatte dutzende Videos über satanische Rituale, Pizzagate und QAnon gepostet. Im Juli 2018 kündigte er nach einem Streit mit dem Chef der Freiwilligen Feuerwehr in Orange County einen schweren Waldbrand an: „Dieser Ort wird brennen, wie du es geplant hast.“ Zwei Wochen später trat der Brand ein. Am 7. August 2018 nahm Polizei Clarke wegen des Verdachts der Brandstiftung fest.
Am 26. August 2018 erschoss David Katz bei einem Spielwettbewerb in Jacksonville (Florida) zwei Personen und verletzte zehn, bevor er sich selbst erschoss. Sofort danach denunzierten QAnon-Anhänger einen Benutzer auf Reddit, der sich kritisch über Trump geäußert hatte, ohne Belege als den angeblichen Täter und sandten ihm viele Morddrohungen. Er hatte zufällig einen ähnlichen Benutzernamen wie der Täter. Rechtsextreme Blogger auf The Gateway Pundit und Information Liberation „bestätigten“ die QAnon-Vorwürfe und forderten, linksgerichtete Trump-Gegner dürften keine Waffen besitzen. Der Betroffene schrieb die Blogs an, erhielt aber keine Antwort. Daraufhin konfrontierte er QAnon-Benutzer auf ihrem Redditforum „greatawakening“ mit ihren fehlenden Belegen und der Tatsache, dass er, anders als der Mörder, lebendig sei. Der Blog The Gateway Pundit gab seinen Fehler dann als „Update“ des Originaltextes zu. Der Blog Informational Liberation und die Verschwörungswebsite InfoWars von Alex Jones veröffentlichten eine Richtigstellung und Entschuldigung, bevor sie alle ihre Falschaussagen zu dem Redditbenutzer löschten.
Am 13. März 2019 erschoss Anthony Comello den Mobster Frank Cali vor dessen Haus in New York City. Bei seiner Festnahme zeigte Comello das Zeichen Q auf seinen Händen. Laut seinen Angehörigen bekannte er sich etwa sechs Wochen vor dem Mord als QAnon-Anhänger. Laut Anklageschrift wurde daraus eine „wahnhafte Besessenheit“: Comello habe geglaubt, Q spreche ihn direkt an und gebe ihm die große Aufgabe, den American Way of Life zu retten. Er sei überzeugt gewesen, Trump schütze und unterstütze ihn darin. Im Februar 2019 hatte er erfolglos versucht, New Yorks Bürgermeister Bill de Blasio, die Kongressabgeordneten Maxine Waters und Adam Schiff eigenhändig festzunehmen. Laut seinem Anwalt war Comello psychisch krank und glaubte an die QAnon-Thesen. Er habe de Blasio für einen Wahlfälscher, die beiden Abgeordneten für Rechtsbrecher, Frank Cali für ein Mitglied des „Deep State“ gehalten und als Zielobjekt seiner Mission festnehmen wollen. Bei Cali sei die Situation eskaliert.
Am 30. Mai 2019 beschrieb das FBI Anhänger von „Pizzagate“, „QAnon“ und der Theorie einer „Neuen Weltordnung“ intern erstmals als „inländische Extremisten“, die die nationale Sicherheit zunehmend gefährdeten. Das Dokument verwies auf mehrere Gewaltakte und Anschlagsversuche, die durch diesen verschwörungsideologischen Glauben motiviert gewesen seien, und erwartete weitere Straf- und Gewalttaten, die daraus erwachsen würden. Im Wahljahr 2020 werde diese Gefahr zunehmen. Damit stufte das FBI diese Verschwörungstheorien erstmals explizit als Teil des gegen die Demokratie gerichteten Extremismus ein.
Weitere Straftaten werden auf QAnon-Einflüsse zurückgeführt:
- Am 19. Dezember 2018 transportierte ein Mann in seinem Pkw Explosivstoffe zum Kapitol in Springfield (Illinois) und wurde festgenommen. Nach FBI-Angaben wollte er das Gebäude als „satanisches Tempelmonument“ sprengen und so auf „Pizzagate“ und die „Neue Weltordnung“ aufmerksam machen.
- Am 25. September 2019 zerstörte Timothy Larson eine Kapelle in Sedona, Arizona, und schrie dabei, die katholische Kirche unterstütze Menschenhandel. Auf Webseiten hatte er QAnon-Hashtags benutzt und das Vandalieren von Kirchengebäuden zu seiner „Mission“ erklärt. Er wurde festgenommen.
- Im Dezember 2019 plante Cynthia Abcug nach Aussage ihrer Tochter, mit ihrem Freund in Colorado Menschen zu entführen, und beschimpfte die Familie ihres Bruders als Pädophile und böse Satanverehrer. Das Jugendamt entzog ihr die Aufsicht über ihren Sohn. Sie verließ Colorado und wurde von einem Netz von QAnon-Anhängern unterstützt, bevor die Polizei sie in Montana festnahm.
- Am 26. März 2020 wurde Neely Blanchard in Kentucky der Entführung ihrer Zwillingstöchter angeklagt, die in der legalen Obhut ihrer Großmutter waren. Die Polizei fand sie im Haus einer Gruppe von extremistischen Regierungsgegnern. Blanchard war schon 2013 einer Kindesentführung angeklagt worden. Sie rechtfertigte ihr Vorgehen mit der QAnon-Ideologie von Elterngruppen, die Staatsbehörden nachsagen, unter dem Vorwand von Kinderschutz Kinder zu missbrauchen.
- Am 2. April 2020 wurde Eduardo Moreno angeklagt: Er hatte in Los Angeles einen Güterzug nahe dem Hafenanlieger entgleisen lassen, an dem ein Hospitalschiff der US-Marine lag. Als Grund gab er an, das Schiff sei verdächtiger Teil eines finsteren Plans zur Coronapandemie. Er wolle Leute aufwecken und auf den wahren Zweck des Schiffs hinweisen. Antiterror-Ermittler führten seine Aussagen auf QAnon-Einfluss zurück.
- Jessica Prim postete viele QAnon-Thesen online und drohte auf ihrer Facebook-Seite, sie könne nur frei sein, wenn Hillary Clinton, Joe Biden und Tony Podesta „im Namen Babylons“ beseitigt würden. Am 30. April 2020 fuhr sie mit ihrem Pkw von Illinois nach New York und gab dabei in einem Livestream der Fahrt an, sie wolle ein Hospitalschiff besuchen. Sie habe eine Pressekonferenz mit Trump im Fernsehen gesehen und das Gefühl gehabt, er spreche direkt zu ihr und fordere sie auf, sich Hilfe zu holen, da sie das Coronavirus sei. Sie wurde daraufhin festgenommen; man fand viele Messer in ihrem Pkw.
- Am 11. Juni 2020 raste Alpalus Slyman mit seinen fünf Kindern im Auto durch Boston. Nach Hilferufen seiner ältesten Tochter verfolgte die Polizei seinen Wagen. Dabei rief der Mann in einem Livestream von seiner Fahrt Trump um Hilfe an: Er brauche eine Art Wunder. „QAnon, help me. QAnon, help me!“ Er warnte seine Kinder, die Polizei wolle sie entführen oder erschießen. Er beschuldigte seine Ehefrau und Tochter, Teil dieses Plans zu sein. Nachdem er einen Unfall verursacht hatte, wurde er festgenommen. Die Kinder blieben unverletzt.
- Am 3. Juli 2020 durchbrach der Reservist Corey Hurren mit einem Lkw das Tor der Residenz von Kanadas Premierminister Justin Trudeau in Ottawa und drohte, er werde Trudeau töten oder verletzen. Zuvor hatte er auf der Webseite seines Unternehmens auf einen „Event 201“ hingewiesen. Gemeint war eine Verschwörungsthese, die Bill Gates als Verursacher der Coronapandemie beschuldigt.
- Am 12. August 2020 nahm die Polizei Cecilia Fulbright in Waco (Texas) fest, die einen anderen PKW verfolgt und mehrfach gerammt hatte. Sie erklärte, sie sei QAnon-Anhängerin und habe einen Pädophilen verfolgt, um ein junges Mädchen vor Versklavung zu retten. Sie war bei der Festnahme stark alkoholisiert.
- Am 1. Oktober 2020 wurde Emily Jolley aus Utah in Oregon festgenommen. Dorthin hatte sie ihren sechsjährigen Sohn nach einem Besuch des Vaters entführt, der das alleinige Fürsorgerecht hat. Auch sie gehörte zu einer antistaatlichen Elterngruppe und bezog sich auf ihren Internetprofilen oft positiv auf Trump, QAnon und Texte, die behaupten, Kinderschutzbehörden würden Eltern Kinder zum Abzapfen von Adrenochrom für eine globale Elite wegnehmen.[71]

Am 5. November 2020 versuchten die QAnon-Anhänger Antonio Lamotta (61) und Joshua Macias (42) aus Chesapeake (Virginia) das Auszählen von Wählerstimmen in Philadelphia mit Waffengewalt zu beeinflussen. Die lokale Polizei nahm sie beim Wahlzentrum fest, wo sie unerlaubt geladene Schusswaffen trugen. Sie befürchteten laut ihren Textnachrichten, im Wahlzentrum würden gefälschte Wahlzettel gezählt, und beluden ihren Kleinlaster mit gefälschten Wahlzetteln für Trump, großen Mengen Munition und QAnon-Aufklebern. Lamotta, ein entlassener Soldat, war Mitarbeiter eines landesweiten Sicherheitsdienstleisters. Er hatte QAnon auf Facebook als positive Militäroperation gegen den „Deep State“ beschrieben und gewaltsame, antisemitische Grafiken gepostet. In seinem Comic The Trumpinator hatte er Trump als Rambo-artigen Helden dargestellt. Er hatte seinen Zugang zu Waffen angepriesen und die COVID-19-Pandemie als „völlig menschengemachte, gefälschte, psychologische Krisenoperation mit einer patentierten, im Labor hochgezüchteten Biowaffe“ und „laufendes Eugenik-Programm“ dargestellt, das einem Verbrechen gegen die Menschlichkeit gleiche. Darum sei das Töten dieser Leute ein „legitimer Akt der Selbstverteidigung und kein Verbrechen“. Trump sei für seinen Angriff auf „Big Pharma“ zu loben. Ein Abgeordneter der Republikaner in Virginia, der Waffentragen auch im Parlament legalisieren will, ließ sich mit Lamotta vor einer QAnon-Flagge fotografieren. Macias war Mitgründer der Gruppe „Veteranen für Trump“, trat 2015 in Virginia als Vorredner Trumps und 2016 kurz nach dessen Wahlsieg als Sprecher der Gruppe auf. 2020 verlangte er „Wahlbeobachter“ zum Einschüchtern wartender Wähler. Nach der Wahl verbreiteten er und seine Gruppe beleglose QAnon-Thesen zu einem großangelegten Wahlbetrug in Pennsylvania. Ihr Leiter behauptete, Macias habe sich in Philadelphia nur als Wahlhelfer anbieten wollen und keine Gewalt beabsichtigt. Die Ermittler sahen keine Spuren, dass Lamotta und Macias zu einer größeren extremen Gruppe gehören.
Am 10. August 2021 wurden zwei tote Kinder (ein und drei Jahre alt) erstochen aufgefunden. Am 11. August wurde der Vater, der Kalifornier Taylor Coleman (40), festgenommen. Er gestand FBI-Ermittlern, er habe seine Kinder erstochen, weil er durch QAnon und die Illuminati erleuchtet worden sei, dass seine Frau ihnen „Schlangen-DNA“ vererbt habe und sie zu „Monstern“ heranwachsen würden. Davor wolle er die Welt retten.

### Prominente Anhänger
Im November 2017 fragte die Schauspielerin Roseanne Barr auf Twitter: „Wer ist Q?“ und forderte Q auf, sich innerhalb von 24 Stunden bei ihr zu melden. Nachdem sie ihre Fernsehshow wieder aufgenommen hatte, in der sie Trump unterstützte, gratulierte dieser ihr am 28. März 2018 mit einem Direkttelefonat. Am 30. März behauptete Barr in einem Tweet, Trump habe weltweit jeden Monat hunderte von Kindern aus der Gefangenschaft von Zuhältern befreit und „ganz oben“ Kinderhändlerringe zerbrochen. Dafür gebühre ihm ein Vertrauensbonus. Diese Zustimmung zu QAnon wurde als Reaktion auf Trumps persönliche Gratulation gedeutet. Vertreter von Printmedien und einige Republikaner kritisierten Barrs Tweet als reine Fiktion. Der frühere Regierungsmitarbeiter John Dean warf der ABC vor, Barr eine Bühne für QAnon-Thesen zu geben und damit in ein Wettrennen mit Fox News um die dümmsten Zuschauer einzutreten. Barr beharrte auf ihrer Botschaft: Sie habe angenommen, der Pessach-Termin (30. März 2018) sei ein guter Anlass gewesen, über die Befreiung von Kindern aus Sexsklaverei zu reden. Sie wolle sich aber künftig damit zurückhalten, um ihre Kritiker nicht zum „Schikanieren“ einzuladen.
Die Verschwörungstheorien von QAnon wurden von Alex Jones und Jerome Corsi weiterverbreitet. Right Wing Watch meldete im Mai 2018, dass Jones und Corsi ihre Unterstützung eingestellt hätten, da die Quelle „völlig kompromittiert“ sei.
Am 13. März 2018 bezeichnete die Abtreibungsgegnerin Cheryl Sullenger QAnon als kleine, Präsident Trump nahestehende Insidergruppe, die seit Beginn seiner Amtszeit geheime Informationen veröffentlicht habe.
Der frühere Baseballspieler Curt Schilling trat seit seiner Pensionierung auf dem rechten Breitbart News Network als Trump-Unterstützer auf und hatte am 7. November 2016 (einen Tag vor der US-Präsidentschaftswahl) einen Aufruf zum Lynchmord an Journalisten auf Twitter verbreitet. Im Juni 2018 verlinkte er ein QAnon-Video auf seiner Facebook-Seite. Es stellte alle US-Präsidenten seit Ronald Reagan als kriminelle Mitglieder von Geheimbünden dar, die für alle Übel der Welt verantwortlich seien, darunter die Massenmorde in Sandy Hook (2012) und Las Vegas (2017). Sie hätten Nordkoreas Diktatoren zur Herstellung von Atomraketen gezwungen, ebenso die Popsängerin Miley Cyrus zum Ablegen ihres Hannah-Montana-Images, um die amerikanische Familie zu destabilisieren. Unter diesen Umständen sei eine Rettung nur von einer Allianz Trumps mit dem Militär und dem russischen Staatspräsidenten Wladimir Putin zu erhoffen. Dieser habe Trump von der Präsidentschaftskandidatur überzeugt, damit er die Bürokraten des „Deep State“ entmachten und inhaftieren könne. Das Video stellte einige Prominente als angebliche Kinderschänder dar, darunter Eminem, Jonah Hill, Jackie Chan und Emma Watson, und drohte ihnen baldige schwere Strafen auf Guantanamo Bay an. Schilling kommentierte: Er habe das Video am selben Tag erhalten, seit er sich über QAnon informiere. Man werde es nur bis zu Ende anschauen können.
Die Schauspielerin Kelly Dodd, in den USA bekannt durch die Serie The Real Housewives of Orange County, unterstützt die QAnon-Kampagne „#SavetheChildren“ seit Sommer 2020 und gab ihr Auftrieb.

### Republikaner und Donald Trump
Am 4. Juli 2018 veröffentlichte die Republikanische Partei von Hillsborough County (Florida) im Netz ein Video, in dem QAnon als „geheimnisvoller anonymer Leaker über die Aktivitäten des Deep State und die Gegenmaßnahmen von Präsident Trump“ bezeichnet wurde. Die Beiträge wurden später wieder gelöscht.
Am 31. Juli 2018 kamen viele QAnon-Anhänger zu einem Auftritt von Donald Trump in Tampa (Florida). Sie trugen Schilder mit einem großen eingekreisten Q, der Aufschrift „QAnon“, dem Satz „We Are Q“ oder Parolen zu dem DNC-Mitarbeiter Seth Rich, um dessen Tod viele Verschwörungsthesen kreisen. Dabei wurde der prominente CNN-Journalist Jim Acosta von Trump-Anhängern verbal massiv angegriffen und beleidigt. Bei einer folgenden Pressekonferenz erklärte die Pressesprecherin des Weißen Hauses Sarah Huckabee Sanders auf die Frage, ob Trump „QAnon-Randgruppen“ unterstütze: Seine Regierung lehne jede Gruppe ab, die zur Gewalt gegen andere Menschen aufstachele. Trump werde sicher keine Gruppen unterstützen, die ein derartiges Verhalten zeigten. Jedoch hatten Personen mit Q-Logos auf ihren T-Shirts sichtbar hinter Trump auf der Tribüne gestanden. Mehrere Nachrichtenmoderatoren des Senders MSNBC und der nichtkommerzielle Fernsehsender Public Broadcasting Service befassten sich daraufhin mit ihren Verschwörungstheorien.
Am 4. August 2018 erklärte der frühere Pressesprecher des Weißen Hauses Sean Spicer auf Nachfrage in einem Subreddit, er halte QAnon nicht für authentisch.
Am 23. August 2018 empfing Trump den bekannten Fernseh- und Radiomoderator Michael Lebron (Lionel), der QAnon-Thesen verbreitet, und seine Ehefrau im Weißen Haus und posierte mit ihnen für ein Foto im Oval Office. Dieses veröffentlichte Lebron dann mit zahlreichen für QAnon einschlägigen Bemerkungen. The Daily Beast bezeichnete das Treffen als „neuen Tiefpunkt.“

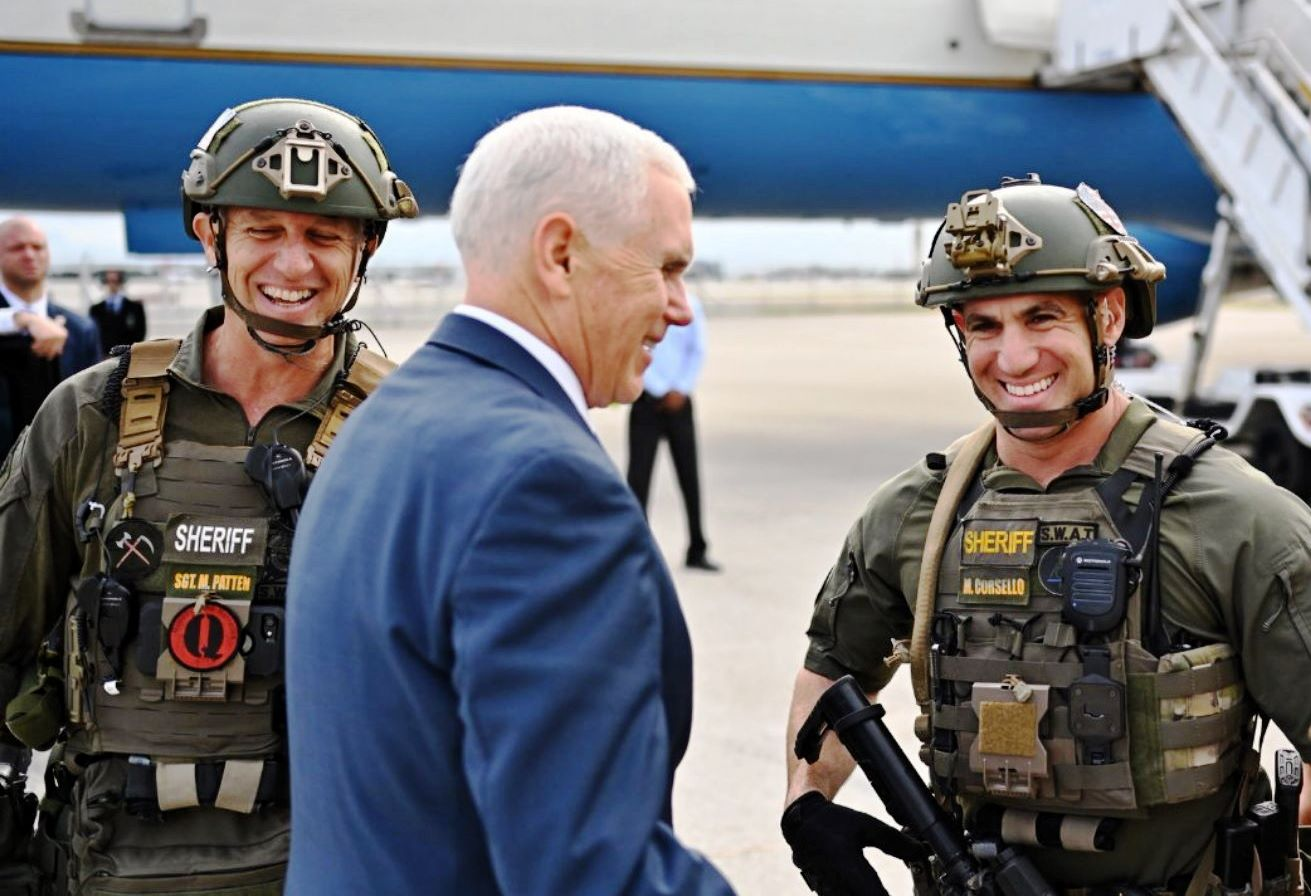
Q-Abzeichen an der Uniform eines SWAT-Mitglieds beim Empfang des US-Vizepräsidenten in Florida, 30. November 2018

 Im November 2018 empfing ein SWAT-Team den Vizepräsidenten Mike Pence am Flughafen des Broward County in Florida; einer der Uniformierten trug neben dem Symbol seiner Einheit auch ein „Q“-Abzeichen. Nachdem das Büro von Pence eine Fotografie des Empfangs veröffentlicht hatte, wurde der Mann entlassen und disziplinarisch belangt, da die Regeln seines Teams das Tragen solcher Symbole verboten.
QAnon fand zunehmend Anklang in der Republikanischen Partei. Im Mai 2020 gewann die QAnon-Anhängerin Jo Rae Perkins als Kandidatin für das Senatorenamt in Oregon die Vorwahlen. Schon 2017 bezeichnete die Republikanerin Marjorie Taylor Greene in Georgia Q in einem Video als „Patrioten“. Trumps Präsidentschaft biete die einmalige Gelegenheit, „diese globale Bande von Satan-verehrenden Pädophilen“ zu beseitigen. Im August 2020 setzte sich Greene bei Vorwahlen in Georgia als Kandidatin der Republikaner gegen Mitbewerber ihrer Partei durch. Trump gratulierte ihr auf Twitter und nannte sie den „künftigen republikanischen Star“. Nach Angaben des Vereins Media Matters for America stimmten bis August 2020 mehr als 70 Kandidaten für den US-Kongress Teilen der QAnon-Ideologie zu.
Am 17. August 2020 fragte eine Reporterin Trump nach seinem Verhältnis zur QAnon-Bewegung. Er sagte, er wisse nicht viel darüber, habe aber gehört, dass „es Leute sind, die unser Land lieben“: „Wie ich verstehe, mögen sie mich sehr, was ich zu schätzen weiß.“ Auf den Hinweis der Reporterin, QAnon-Anhänger glaubten, er rette die Welt „vor einem satanischen Kult aus Pädophilen und Kannibalen“, sagte Trump: „Ich habe das nicht gehört. Aber soll das etwas Schlechtes sein oder etwas Gutes? Wenn ich helfen kann, die Welt vor Problemen zu retten, bin ich bereit dazu.“ Er rette die Welt schon vor „radikaler linker Philosophie“. Trump distanzierte sich weder von der QAnon-Ideologie noch ihren Anhängern. Seine Antwort wurde als Teil seiner Wahlkampfstrategie interpretiert, auch unter extremen Randgruppen und gewaltbereiten Rechtsradikalen um Stimmen zu werben.
Trotz der FBI-Einstufung von QAnon-Anhängern als gefährliche Extremisten lud Trumps Wahlkampfteam zum Parteitag der Republikaner im August 2020 mehrere QAnon-Anhänger ein. Die als Parteitagsrednerin vorgesehene Mary Ann Mendoza empfahl ihren Followern kurz zuvor auf Twitter einen QAnon-Text, der die antisemitische Verschwörungstheorie eines Weltjudentums vertritt. In dem Text werden mehrere hochrangige Persönlichkeiten als Teil einer Verschwörung der jüdischen Familie Rothschild ausgegeben, um die Nichtjuden ihres Eigentums zu berauben. Ein Großteil des Textes kreist um das antisemitische Pamphlet Protokolle der Weisen von Zion und behauptet faktenwidrig, es sei keine Erfindung; zudem verwies sie auf einen Tweet, der dieses Pamphlet lobte und dessen Titelseite abbildete. Nach Medienberichten darüber sagte die Parteitagsleitung Mendozas Rede ohne Angabe von Gründen kurzfristig ab. Sie war schon 2016 von Trump zu politischen Auftritten eingeladen worden und vertritt eine besonders strenge Politik gegen Einwanderer, die sie kollektiv als Illegale bezeichnet.
Am 26. August 2020 lud Trump die QAnon-Anhängerin Marjorie Taylor Greene zu seiner Nominierung zur Wiederwahl ins Weiße Haus ein. Im September 2020 retweetete er ein Video, das seinen Gegenkandidaten Joe Biden als Pädophilen darstellte, und erklärte in einem Interview, Biden werde von „dunklen Mächten gesteuert“. Nach einer repräsentativen Meinungsumfrage glaubten im September 2020 ein Drittel der Republikanerwähler an die QAnon-Thesen; weitere 25 Prozent halten Teile davon für wahr.
Dagegen brachte der Republikaner Denver Riggleman am 26. August 2020 eine Resolution im US-Repräsentantenhaus ein, die QAnon verurteilt: Es handele sich um eine gefährliche Bedrohung, die keinen Raum in amerikanischer Politik habe. Nachdem ein Abgeordneter der Demokraten von QAnon-Anhängern Morddrohungen erhielt, stimmten 371 Abgeordnete am 2. Oktober 2020 für diese Resolution. 17 Republikaner stimmten dagegen, darunter Drew Ferguson, Steve King und Paul Gosar.
Am 13. Oktober 2020 teilte Trump eine QAnon-Verschwörungsthese als Tweet: Sein Amtsvorgänger Barack Obama und dessen Vizepräsident Joe Biden hätten den Tod des Terroristen Osama bin Laden vorzutäuschen versucht, dazu ein geheimes Abkommen mit dem Iran getroffen und nach dessen Scheitern die Tötung von Navy Seals angeordnet. Der Tweet verlinkte zudem einen Text, wonach ein Whistleblower der CIA Bidens angebliche Rolle bei der Tötung der Navy Seals aufgedeckt habe. Tatsächlich hatte die US-Army in zwei Untersuchungen festgestellt, dass ein Taliban-Kämpfer 2011 einen Hubschrauber mit 15 Mitgliedern des Navy Seal Team 6 abgeschossen hatte. Die Falschbehauptungen stammten von der verschwörungstheoretischen Website eines bekannten Trump-Anhängers in Texas und wurden von der Trump-freundlichen Epoch Times und von QAnon-Anhängern unterstützt. Twitter sperrte das Konto, dessen Tweet Trump teilte. Sein Retweet wurde jedoch auf den Plattformen Parler und Facebook sofort als Beweis für Bidens angebliche direkte Beteiligung an einem Mordplan gegen das Navy Seal Team 6 weiterverbreitet. Der Faktencheckverein Politifact stellte heraus, dass die Verschwörungsthese in allen Teilen völlig unbelegt ist und schon vielfach widerlegt worden war. Er bewertete sie als reine Lüge. Am 14. Oktober retweetete Trump ein Video, das die Tötung Osama Bin Ladens als Täuschungsaktion darstellt. Der an der Operation Neptune Spear beteiligte Marinesoldat Robert O’Neill trat Trumps Behauptung auf Twitter entgegen: Er wisse genau, dass er keinen Doppelgänger Bin Ladens getötet habe. Er dankte Obama für den damaligen Einsatzbefehl.
Bei einer Fragestunde mit Wählern am 15. Oktober 2020 weigerte sich Trump erneut, sich von QAnon zu distanzieren: Er wisse nichts darüber, nur, dass sie sehr gegen Pädophilie seien. Bis Ende Oktober 2020 verbreitete Trump durch Retweets von mindestens 152 Einzelkonten von QAnon-Anhängern mindestens 265 Mal QAnon-Thesen, besonders oft seit der COVID-19-Pandemie. Zudem verbreiteten Familienangehörige Trumps, sein persönlicher Anwalt Rudy Giuliani, frühere und aktuelle Kampagnenmitarbeiter und amtierende Mitglieder seiner Regierung QAnon-Inhalte.

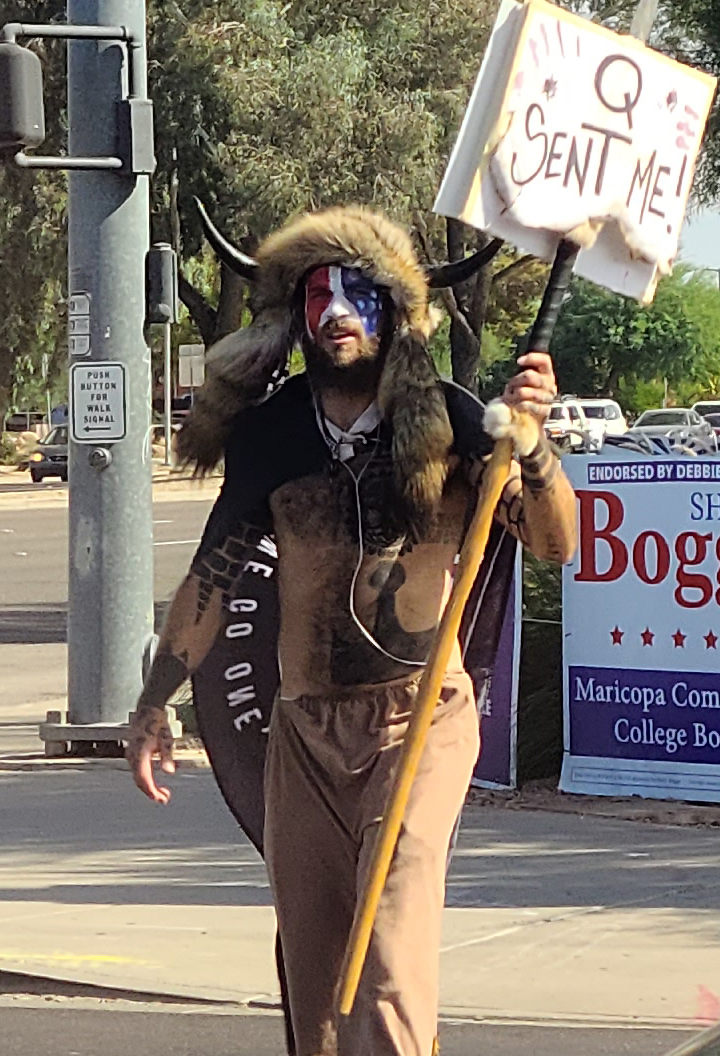
Jake Angeli demonstriert in Peoria (Arizona), 25. Oktober 2020. Der auch als „QAnon-Schamane“ bekannte Mann nahm am 6. Januar 2021 in derselben Aufmachung am Sturm auf das Kapitol teil.

Im Wahlkampf bekannte sich Marjorie Taylor Greene zu „Q“, vertrat QAnon-Thesen wie „Kinder sollten keine Masken tragen“ und verbreitete ein Foto, auf dem sie mit einem Selbstladegewehr bewaffnet auf die demokratischen Abgeordneten Alexandria Ocasio-Cortez, Ilhan Omar und Rashida Tlaib zielte und konservative Christen ermutigte, „gegen diese Sozialisten, die unser Land zerreißen wollen, in die Offensive zu gehen“. Sie propagierte den Slogan „Rettet Amerika, stoppt den Sozialismus“ und warnte wie Trump vor „Antifa-Terroristen“. Bei den Wahlen vom 3. November 2020 gewann Greene einen Sitz im US-Repräsentantenhaus.

### Nach Trumps Wahlniederlage
Seit dem Wahltag am 3. November 2020 postete Q keine Botschaften mehr. Ronald Watkins trat am Wahlabend als 8kun-Administrator zurück. Seit dem 7. November, als Trumps Wahlniederlage rechnerisch feststand, wuchs in der QAnon-Szene die Verunsicherung, ob Qs jahrelange Vorhersagen („Vertraue dem Plan“) und die eigenen Erwartungen daran sich erfüllen würden. Unabhängig davon verbreiteten QAnon-Anhänger alle möglichen Falschbehauptungen zu einer angeblichen Wahlfälschung. Twitter und Facebook erschwerten deren Verbreitung stärker als bisher und schlossen ganze QAnon-Kanäle mit Hunderttausenden Followern. Experten erwarten daher einen Umzug vieler QAnon-Anhänger auf weniger regulierte Plattformen wie Parler.
Trotz seiner Wahlniederlage erreichte Trump in einigen Bundesstaaten weit größere Wähleranteile als vorherige Wahlumfragen, etwa der New York Times, erwarten ließen. Eine Studie der University of Southern California zu mehr als 240 Millionen wahlbezogenen, von Juni bis September 2020 geposteten Tweets stellte fest, dass Wahlumfragen sich umso mehr verschätzten, je stärker QAnon-Anhänger in Bundesstaaten aktiv waren. Die Umfragen etwa in Wisconsin, Michigan und Ohio hatten QAnon-Anhänger nicht angemessen erfasst, die wegen ihres Misstrauens gegen die durchführenden Medien nicht daran teilnahmen. Dieses seit langem bekannte und verlässlich messbare Misstrauen müsse daher in künftige Umfragen einbezogen werden.
Am 15. November 2020 demonstrierten nach bundesweiten Aufrufen etwa 10.000 QAnon- und Trump-Anhänger vor dem Obersten Gerichtshof der USA gegen einen angeblichen Wahlbetrug, darunter die rechtsextremen Proud Boys, weitere Milizen, Verschwörungsideologen wie Alex Jones und Vertreter der Alt-Right-Bewegung wie Stephen Bannon. Geistliche erklärten Trump zum „letzten Beschützer unserer Zivilisation“. Trump bestärkte die Szene, indem er sich in der Präsidentenlimousine an der Demonstration vorbeifahren ließ und sich weigerte, Joe Bidens Wahlsieg anzuerkennen.
Trump nahm die QAnon-Vertreterin Sidney Powell in sein Anwälteteam auf, um die Wahlniederlage durch Klagen in wahlentscheidenden Bundesstaaten anzufechten. Powell war seit 2018 durch Retweets von QAnon-Inhalten, seit 2019 selbst in QAnon-Videos als Verteidigerin des inhaftierten Sicherheitsberaters und früheren Viersternegenerals Michael T. Flynn hervorgetreten. Flynn verwendete einschlägige QAnon-Phrasen und legte mit seiner ganzen Familie öffentlich einen „QAnon-Eid“ ab. Er wurde später von Trump begnadigt. Bei einer Pressekonferenz des Anwälteteams am 19. November 2020 vertrat Powell die auf QAnon-Seiten verbreitete Behauptung, der angebliche Wahlbetrug sei durch Kommunisten in Venezuela, Kuba und China finanziert worden, und endete mit der QAnon-Phrase „stick to the plan“ („Haltet euch an den Plan“). Man werde Trumps Wahlsieg beweisen, „das Chaos aufräumen“ und die USA für die Trump-Wähler „zurückholen“. Dies wurde als Aufforderung an die QAnon-Anhänger verstanden, ihre Desinformationskampagnen fortzusetzen und zu steigern. Der von Trump entlassene Direktor der Wahlsicherheitsbehörde (CISA) Chris Krebs kritisierte den Auftritt als „die gefährlichsten und wohl verrücktesten 45 Fernsehminuten der amerikanischen Geschichte.“
Seit Mitte Dezember 2020 drängten QAnon-Anhänger Trump mit dem Hashtag #crosstherubicon, analog zu Julius Caesar einen Bürgerkrieg und eine Militärdiktatur herbeizuführen. Den Hashtag erfand Kelli Ward, Vorsitzende der Republikaner in Arizona. Ronald Watkins, der frühere Chef von 8kun, rief seine Follower am 17. und 18. Dezember auf, den Hashtag zu verbreiten. Er gilt seit Qs Schweigen als Hauptvertreter der QAnon-Bewegung und vertrat auf dem rechtsextremen Kanal One America News Network (OAN) mehrmals falsche Verschwörungsthesen über Wahlmaschinen von Dominion Voting Systems. Michael Flynn erklärte am 17. Dezember in einem Interview mit Newsmax TV, Trump solle das Militär einsetzen, um eine Wahlwiederholung in einigen Bundesstaaten zu erzwingen. Am 18. Dezember traf sich Trump im Oval Office mit Flynn und seiner Anwältin Sidney Powell. Am 20. Dezember behauptete Trump per Tweet, dabei habe man nicht über einen Ausnahmezustand diskutiert; solche Berichte seien Falschmeldungen. Doch das Treffen stärkte die Begeisterung von QAnon-Anhängern für eine Militärregierung. Manche glauben, Trump bleibe nichts anderes übrig, als das Kriegsrecht auszurufen, und stützen sich dabei auf Gerüchte, wonach er sich in einem Geheimkrieg mit China auf dem Boden der USA befinde. Der Radiomoderator und Verschwörungsideologe Hal Turner behauptete, China sende über Kanada heimlich Panzer in den Bundesstaat Maine. Verfassungsrichter John Roberts habe seine Kollegen am Supreme Court persönlich bedroht, keine Klage zu angeblicher Wahlfälschung anzunehmen. Tatsächlich haben sich die Richter seit Beginn der Covidpandemie 2020 nicht persönlich getroffen.
Beobachter sehen diese neuen QAnon-Aktivitäten als besorgniserregende Radikalisierung. Denver Riggleman äußere die Befürchtung, QAnon-Vertreter wie Ronald Watkins und Michael Flynn schüfen eine „alternative Machtstruktur“, die Menschen in gefährliche und fantastische Glaubenssysteme hineinzwinge. Der Sozialwissenschaftler Mike Rothschild äußerte, QAnon-Anhänger könnten den Regierungswechsel am 20. Januar 2021 als niederschmetterndes Ereignis erleben und unvorhersehbar reagieren, denn ihnen sei ein Erdrutschsieg Trumps vorgegaukelt worden, dessen Wahrheit sich mirakulös jeden Moment offenbaren werde.
Am 3. Januar 2021 versuchte Trump den Staatsminister Brad Raffensperger in einem einstündigen Telefonat zum Umstoßen des Wahlergebnisses in seinem Bundesstaat Georgia zu drängen. Dabei stützte er sich auf „Gerüchte“, die „im Internet trenden“, nämlich erfundene, von rechtsextremen Webseiten verbreitete QAnon-Thesen der letzten Monate. Trump nannte dabei eine Wahlhelferin 18-mal namentlich, bezeichnete sie als „professionelle Stimmenbetrügerin“ und „Straßennutte“ und zitierte einen Hashtag, mit dem QAnon-Anhänger sie gesucht und bedroht hatten. Er behauptete auch, in einem Wahlbezirk seien Tausende Wahlzettel verbrannt und geschreddert worden. Die Wahlaufseher in Georgia hätten mit den Demokraten ein „völlig verfassungswidriges Abkommen“ getroffen, Wahlbeobachter vom Prüfen von Signaturen auszuschließen. Die Dominion Voting Systems habe ihre Wahlmaschinen oder deren „innere Teile“ rasch aus Georgia entfernt. Dies hatten vor allem QAnon-Vertreter wie Lin Wood, Ron Watkins und Sidney Powell verbreitet. Alle diese Behauptungen stammten von QAnon-Seiten wie 4chan, 8kun, Newsmax, OAN, Parler und The Gateway Pundit, waren von Trump zuvor mehrmals retweeted, von Faktcheckern aber widerlegt worden. Sobald Trumps Gesprächspartner beim Telefonat eine Verschwörungsthese zurückwiesen, ging er zur nächsten über. Seine Internetquellen bezeichnete er als „Trump-Medien“.
Zum 6. Januar 2021 riefen Trump- und QAnon-Anhänger im Netz zu einem Marsch zur „Rettung Amerikas“ nach Washington D.C. auf, um den dort tagenden Kongress der Vereinigten Staaten zu zwingen, zugunsten Trumps das Wahlergebnis zu annullieren. Auf Facebook, Twitter, YouTube und Webseiten wie TheDonald nahmen Gewaltaufrufe erheblich zu und wurden nicht administrativ entfernt. Trump- und QAnon-Anhänger riefen zur Ermordung von Kongressabgeordneten auf, um den angeblichen Wahlbetrug zu stoppen. Sie forderten etwa: „Fangt zu schießen an, Patrioten. Tötet diese […] Verräter“; „Wir wollen Blut“; Aufrufe, die Kongressführerin Nancy Pelosi zu töten; „Drohungen von Gewalt sind das einzige, was Tyrannen verstehen“. Auf einen Post von Trumps Anwalt Lin Wood reagierten am 5. Januar Tausende QAnon-Konten auf Twitter mit Posts, die den Vizepräsidenten Mike Pence als „Verräter“ brandmarkten und bedrohten. Bis zum 6. Januar wurden solche Posts mehr als 128.000 mal retweetet oder beantwortet. QAnon-Anhänger behaupteten, Aktivisten von Black Lives Matter und Antifa planten, Trump-Anhänger zu töten, weshalb sich diese für den Independence Day bewaffnen sollten. Aufrufe zur Selbstbewaffnung auch mit in der Hauptstadt illegalen Waffen fanden auf TikTok Hunderttausende Zuschauer. Private und öffentliche Facebook-Gruppen drängten auf Bürgerkrieg, falls Abgeordnete der Demokraten nicht wegen angeblicher Wahlmanipulationen verhaftet würden. Polizeibeamten wurde Zusammenarbeit mit der „Antifa“ unterstellt. Ein Video rief auf, Pfefferspray, Tränengas, Schlagstöcke, Taser und Messer mitzubringen. Eine Facebook-Seite verlangte, Zwangsmittel zum „Verteidigen der Zivilisation“ vorzubereiten. Eine weitere Seite namens „Red-State Secession“ teilte Adressen von „Feinden“ mit, darunter Kongressabgeordneten.
In seiner Rede vor diesen Anhängern behauptete Trump dann am 6. Januar erneut breiten Wahlbetrug, rief zum „Starksein“ und „Loswerden“ von Republikanern auf, die das Wahlergebnis anerkannt hatten, und forderte, den tagenden US-Kongress unter Druck zu setzen, damit dieser ihm statt Joe Biden den Wahlsieg zusprechen würde. Daraufhin drangen Tausende Zuhörer gewaltsam in das US-Kapitol ein, unterbrachen die Sitzung des Kongresses, der dort gerade das Wahlergebnis bestätigen wollte, bedrohten Abgeordnete, Pressevertreter und anwesende Polizei und verwüsteten Büros. Analysten beurteilten dies als direkte Folge der jahrelangen Desinformationen aus Trumps Regierung, die eine Online-Radikalisierung bei Millionen US-Bürgern bewirkt hätten. Trump selbst habe dies angestiftet und damit die Leben gewählter Kongressabgeordneter und ihrer Mitarbeiter gefährdet. Seine Konten auf Facebook und Twitter müssten sofort geschlossen werden. Diese Unternehmen schlossen Trumps Konten. Auf Parler riefen QAnon-Gruppen und Rechtsextreme daraufhin zum Fortsetzen der Gewalt auf: „Der Krieg beginnt heute.“
Bei dem Sturm auf das US-Kapitol starben fünf Menschen, darunter die Air-Force-Veteranin Ashli Babbitt. Ihre Internetposts zeigten ihre Radikalisierung zur QAnon-Anhängerin. Sie gehörte zur Menge, die sich Einlass in das Gebäude erzwang und eine verbarrikadierte Innentür gewaltsam öffnen wollte. Auf deren anderer Seite schützte Wachpersonal Kongressabgeordnete mit gezogenen Schusswaffen. Als sie durch ein zerschmettertes Glasfenster der Tür zu klettern versuchte, schoss ein Wachmann auf sie und tötete sie. Augenzeugen sahen das Verhalten des Mobs als Auslöser des tödlichen Schusses.

## Andere Staaten
Im Zuge der COVID-19-Pandemie breitete sich die QAnon-Ideologie über das Internet weltweit aus. Der Forscher Marc-André Argentino (Concordia University Montreal) fand bis August 2020 QAnon-Gruppen in mindestens 71 Staaten. Während einige davon ebenfalls Donald Trump als ihren Erlöser betrachten, glauben andere, eigene nationale Führer würden auftauchen und ihren eigenen „Schattenstaat“ zerstören. Auf Facebook wuchsen QAnon-Gruppen bis dahin auf 1,7 Millionen, auf Twitter um 85 Prozent auf 400.000 Mitglieder. Die größten QAnon-Gruppen außerhalb der USA bildeten sich in Deutschland, gefolgt von Großbritannien, Australien, Kanada, Frankreich, Italien und Neuseeland. Am schnellsten wuchs QAnon im Sommer 2020 in Brasilien. Eine große QAnon-Anhängerschaft entstand auch in der Türkei.

### Deutschland und Österreich
Während der COVID-19-Pandemie in Deutschland 2020 entstanden zahlreiche deutschsprachige QAnon-Gruppen im Netz. Die New York Times schätzte die deutsche Anhängerschaft auf mehr als 200.000. Laut britischen und US-amerikanischen Analysen befanden sich im Sommer 2020 drei der weltweit zehn aktivsten QAnon-Communities im deutschsprachigen Raum. Eine deutschsprachige Hauptplattform für sie ist der Telegramkanal Qlobal Change. Seine Abonnentenzahl wuchs von 21.000 am 17. März 2020 auf über 160.000 im Januar 2021. Ähnliche Entwicklungen gibt es im gesamten deutschsprachigen Raum.
Repräsentative Daten aus einer Studie des Center für Monitoring, Analyse und Strategie (CeMAS) von 2022 geben einen Überblick über den deutschsprachigen Raum: Im Januar 2021, über ein Jahr nach Donald Trumps Wahlniederlage 2020 und dem Sturm auf das Kapitol, stimmt mehr als jeder zehnte Befragte in Deutschland zentralen Narrativen des QAnon-Milieus mehr oder weniger stark zu (12,4 Prozent). In Österreich sind es 16,2 Prozent. Fast die Hälfte (46 Prozent) der ungeimpften Befragten stimmen QAnon-Verschwörungserzählungen mindestens teilweise zu. Auf Telegram wurden in der Analyse 115 Kanäle und 84 Gruppen identifiziert, in denen Millionen Nachrichten ausgetauscht wurden. Wahrscheinlich ist Deutschland und Österreich der größte Resonanzraum für QAnon-Verschwörungserzählungen nach den USA.
Der Berliner Programmierer Falk O. gehört nach Medienrecherchen zu den Hauptfiguren, die die QAnon-Ideologie über Internetforen in Deutschland verbreiten. Er nennt sich im Netz Resignation Anon und erstellte zunächst deutschsprachige Webseiten, auf denen er QDrops sammelte und übersetzte. Diese ließ er dann durch rechte Influencer verbreiten. Später verbreitete er sie mit Livestreams über einen eigenen Telegramkanal. Nach den Berichten über seine Enttarnung erhielt Qlobal Change 7.000 neue Follower.
Der frühere Journalist Oliver Janich verbreitet QAnon-Thesen in Artikeln für rechtsextreme Zeitschriften, auf seinem YouTubekanal (121.000 Follower) und seinem Telegramkanal (mehr als 73.000 Follower). Ein Video, in dem Janich den Massenmissbrauch von Kindern und deren anstehende Befreiung behauptet, sahen in vier Tagen fast 500.000 Zuschauer. Ein weiterer einflussreicher Verbreiter von QAnon-Thesen ist der Sänger Xavier Naidoo. In einem emotionalen Video vom April 2020 gab er Adrenochrom als aus Kinderblut gewonnenes Verjüngungsmittel aus und behauptete, derzeit würden „in verschiedenen Ländern der Erde Kinder aus den Händen pädophiler Netzwerke befreit“.
Die deutsche QAnon-Bewegung knüpft an ältere rechtsextreme Esoterik an. So griff der antisemitische Verschwörungsideologe Jan Udo Holey („Jan van Helsing“) schon 2018 Q-Erzählungen auf, ebenso der Rechtsesoteriker Jo Conrad. Laut dem Religionswissenschaftler Matthias Pöhlmann vernetzen sich deutsche QAnon-Anhänger auf gefährliche Weise mit Rechtsextremen, Reichsbürgern und rechten Esoterikern und umfassen teils dieselben Gruppen.
Der rechtsextreme Attentäter Tobias R., der beim Anschlag in Hanau 2020 (19. Februar) neun Menschen ermordete, hatte in seinem Bekennervideo von geheimen US-Militärbasen gesprochen, in denen Kinder misshandelt würden. In seinem Pamphlet hatte er Webinhalte von US-Verschwörungstheoretikern verlinkt. Laut einer Analyse der Journalisten Patricia Zhubi und Alexander Reid Ross hatte Tobias R. QAnon und andere rechtsradikale Onlinenetzwerke intensiv rezipiert; diese hatten ihn in seinen Obsessionen bestärkt.
An den Berliner Protesten gegen Coronamaßnahmen vom 1. und 29. August 2020 nahmen auch QAnon-Anhänger teil. Der „Querdenken“-Initiator Michael Ballweg zitierte dort den QAnon-Slogan “Where We Go One, We Go All.” Das rechtspopulistische Magazin Compact hatte mit einem Q auf dem Cover zur Kundgebung aufgerufen. Viele Demonstranten trugen den Buchstaben Q, das Kürzel WWG1WGA oder das Motiv der Gadsden-Flagge aus dem Amerikanischen Unabhängigkeitskrieg auf Fahnen und Schildern sowie T-Shirts mit der Aufschrift „Rettet die Kinder“. Ein Träger sagte auf Nachfrage, welche Kinder gemeint seien: „In Deutschland verschwinden jedes Jahr Hunderttausende Kinder, das wissen Sie ja, oder?“ Zu den deutschen Q-Anhängern gehört die Heilpraktikerin Tamara K. Sie war 2019 als Anmelderin der von Rechtsextremen durchsetzten Gelbwesten in Aachen aktiv, arbeitet am Webportal Qlobal Change mit und verbreitet als „die Stimme“ des „X22 Report“ täglich auch ins Deutsche übersetzte QAnon-Themen über ihren Blog, einen YouTube- und einen Telegramkanal. Gegen 19:00 Uhr am 29. August 2020 rief sie zum Sturm auf das Reichstagsgebäude auf. Dabei trug sie ein T-Shirt mit QAnon-Symbolen. Sie behauptete, Trump sei in Berlin als Befreier und die Polizei werde keinen Widerstand mehr leisten. Daraufhin durchbrachen bis zu 400 Personen die Absperrungen, besetzten die Treppe und versuchten ins Gebäude einzudringen, darunter Reichsbürger mit Schwarz-Weiß-Rot-Flaggen. Auch K. gehört laut dem Verfassungsschutz Nordrhein-Westfalen zur Reichsbürgerszene. Die Gebäudebesetzung war zuvor in Chatgruppen und auf der Demonstration selbst gefordert worden.
QAnon-Anhänger waren auch unter den rund 30.000 Teilnehmern der „Querdenker“-Demonstration vom 9. November 2020 in Leipzig.
Innerhalb der verschwörungsideologischen Szene gibt es in den sozialen Medien auch skeptische Stimmen, die ihrerseits „nicht mit Sicherheit ausschließen“ wollen, „dass die Q-Bewegung nicht auch von der satanischen Fraktion kontrolliert und gesteuert wird [und im] schlimmsten Fall […] in Wirklichkeit die allerletzte große Lüge“ ist, die „in die Neue Weltordnung und somit in das dunkelste Kapitel der Weltgeschichte führt“.
Nach Beginn des russischen Überfalls auf die Ukraine Anfang 2022 verbreiteten QAnon-Anhänger die Behauptung, Putin wolle mit diesem Angriffskrieg unter der Führung von Ex-US-Präsident Trump einen Kinderhandel-Ring sprengen.

## Rezeption

### Erklärungsansätze zur Verbreitung
Der Geisteswissenschaftler Matthew N. Hannah hebt die Wirkung visualisierter Daten durch die im QAnon-Umfeld gebräuchlichen interaktiven Tabellen, Grafiken und Mindmaps hervor. Diese führten allein durch ihren visuellen Eindruck dazu, dass die Betrachter Form mit Inhalt verwechselten, was den transportierten Inhalten Glaubwürdigkeit und scheinbare Autorität verleihe. Er sieht darin ein wesentliches Element der Weiterentwicklung und Verbreitung der vielfältigen, miteinander verwobenen Verschwörungserzählungen durch einen Crowdsourcing-ähnlichen Vorgang. Ein Nebeneffekt sei, dass an der Weiterentwicklung beteiligte Anhänger stärker motiviert seien, die Verschwörungsmythen gegen Kritik zu verteidigen.
Hannah betrachtet ferner das Versagen des neoliberalen Kapitalismus und des amerikanischen Staates und die daraus resultierende zunehmende Verzweiflung vieler Bürger als einen Faktor, der die Attraktivität der QAnon-Gruppe erklären könne. Diese verspreche, das „große Ganze“ zu sehen, Korruption zu bekämpfen und den „Sumpf auszutrocknen“. Laut dem Kulturwissenschaftler Greg Sharzer stützt sich QAnon dabei teilweise auf reale Begebenheiten: Globale Eliten würden tatsächlich bloß im Interesse einer Klasse von Investoren und Kapitalisten handeln, während ein neues „Gilded Age“ angebrochen sei mit großer sozialer Ungleichheit und Verelendung von Teilen der Bevölkerung. Gleichzeitig mangele es an demokratischen Alternativen zu dieser ökonomischen Krise. Dass rechte Verschwörungstheorien denjenigen, die sich durch diese Zustände machtlos fühlen, ein Gefühl der Kontrolle versprechen, sei vorhersehbar.
Der Biosoziologe John Bone sieht QAnon „im Einklang mit der aktuellen Welle des Rechtspopulismus“ und als ein Paradebeispiel dafür, wie die neoliberale Politik seit den 1970ern zu irrationalem Denken und dem Aufkommen demagogischer Führer beigetragen habe. Er erklärt sich die Zusammenhänge wie folgt: Die neoliberale Politik der Deregulierung, Ökonomisierung und Austeritätspolitik führte zu großer ökonomischer Ungleichheit und Unsicherheit. Gleichzeitig führten die ideologischen Tropen des Neoliberalismus – Wahlfreiheit, Autonomie, Selbstständigkeit und Leistungsgesellschaft – zu der Sichtweise, in der Misserfolg als persönliche Schwäche interpretiert wurde anstatt als Ergebnis der strukturellen Bedingungen, und verstärkten damit Gefühle der persönlichen Unzulänglichkeit und Selbstvorwürfe. Dies verursachte bei vielen Menschen Stress und Angst und damit eine Überstimulation der Amygdala, was die Fähigkeit zu konzentriertem, rationalem Planen und bewusstem Denken beeinträchtigt und zu irrationalem und kurzfristig orientiertem Denken führt. Er vergleicht die Bedingungen mit denen in den 1920er- und 1930er-Jahren, in denen ebenfalls ein „ungebremster Kapitalismus und ein hohes Maß an wirtschaftlicher Ungleichheit“ vorgeherrscht habe und es später zum Aufstieg des Faschismus kam.
Laut dem Verschwörungsforscher Timothy Melley, der im Spiegel zitiert wird, verfolgen die Anhänger die QAnon-Ideologie (drops) wie einen „Detektivroman, bei dem man der Wahrheit immer näher kommt“. Indem Q seine Anhänger mit bread crumbs (Brotkrumen) füttere, denen sie zum Ziel folgen müssten, wachse das Narrativ der Elitenverschwörung fast von allein. Indem er seinen Followern, die den Medien nicht vertrauten, den Auftrag zum eigenen Recherchieren gebe, mache er aus ihnen scheinbar Forscher und Rechercheure. Der Drang, an einer Enthüllung teilzuhaben, lasse sie weitermachen, obwohl Q nie Beweise liefere. Das mache diese Ideologie so attraktiv. Sie mische den altbekannten Glauben, dass die Illuminaten oder andere Geheimzirkel die Welt beherrschten, mit der Hypothese eines Staates im Staat, der heimlich die Geschicke des Volkes lenke. Somit reduziere sie wie alle Verschwörungstheorien Machtstrukturen und komplexe soziale Vorgänge auf ein Komplott. Dadurch, dass die Anhänger die Verschwörungstheorie nicht nur rezipieren, sondern in Teilen selber generieren, erleben sie sich als hochgradig selbstwirksam. Der IKEA-Effekt, wonach man den Wert von Dingen, in die man selbst Arbeit gesteckt hat, höher schätzt, führt zu einer tieferen Bindung an QAnon.

### Einschätzung der Gefahrenlage
Hannah geht davon aus, dass das Phänomen selbst bei einem endgültigen Ausbleiben neuer QAnon-„Breadcrumbs“ fortsetzen wird, möglicherweise unter Anpassung an neue gesellschaftliche Konflikte. Die Extremismusforscherin Julia Ebner schätzt QAnon 2019 als potentielle Gefahr für die nationale Sicherheit ein und verweist auf besonders gefährliche Faktoren: Die QAnon-Ideologie sei in kurzer Zeit aus Nischen im Internet mit Hilfe von Trumpanhängern und Rechtsextremen ins reale Leben vorgedrungen. Ihre Anhänger zeigten dort bereits ihr Gewalt- und Mordpotential. Weil sie nicht mehr für Argumente erreichbar seien, wirke ihre Bewegung demokratiezersetzend.
Rosenbloom und Muirhead warnten 2019, wenn der Angriff auf den gesunden Menschenverstand, den die beleglose Argumentation von QAnon darstelle, in die Parteipolitik und die Wahlkämpfe eindringe, bestehe Grund zur Sorge. Es komme darauf an, diesen gesunden Menschenverstand (im Sinne Thomas Paines) als Schutz der Demokratie gegen Verschwörungsideologien zu stärken.
Amarnath Amarasingam und Marc-André Argentino beschrieben QAnon 2020 als eine mögliche terroristische Bedrohung der öffentlichen Sicherheit.
Der Politikwissenschaftler und Antiterrorexperte Peter R. Neumann erwartet, wie er in einem Gastbeitrag im Spiegel 2021 schreib, dass die QAnon-Bewegung nach dem Ende der Präsidentschaft Trumps zwar schrumpfen, aber die von ihr ausgehende Terrorgefahr erheblich wachsen werde. Denn mit Trumps Abtritt und dem gescheiterten Putschversuch vom 6. Januar 2021 gehe es für QAnon-Anhänger nun „ums Ganze“. Die Kontrolle der Demokraten über die Exekutive und die absehbar verschärfte Strafverfolgung werde ihre Gewaltbereitschaft erhöhen. Zudem würden sie den Tod der beim Sturm auf das Kapitol erschossenen QAnon-Anhängerin zu rächen versuchen. Auch seien sie schwer bewaffnet, vielfach in Bürgermilizen aktiv und hätten viel breitere Unterstützung in der Bevölkerung, auch unter Abgeordneten der Republikaner, bei Finanziers und in Militär und Polizei. Neumann verwies auf aktuelle Umfragen, wonach 20 Prozent der Republikaner für den Sturm aufs Kapitol Verständnis zeigten, und auf Berichte über Soldaten und Polizisten unter den Teilnehmern des Putschversuchs. QAnon und andere Rechtsextreme hätten Militär und Polizei seit Jahren aktiv unterwandert. Die US-Regierungen hätten die Mittel zur Bekämpfung des Rechtsextremismus in den letzten Jahren massiv gekürzt; in den Staatsbehörden fehle es an Wissen und Personal dafür. Daher sei der Sturm aufs Kapitol eher der Beginn einer jahrelangen massiven terroristischen Bedrohung.
Nach den Psychologen Sophia Moskalenko und Clark McCauley ist die Gefahr, dass QAnon-Anhänger zu Gewalt greifen, sehr gering. Daher sollten Regierungsbehörden die Bedrohung durch sie nicht übertreiben, weil dies negative Auswirkungen auf rechtsgerichtete Bewegungen und deren Verdacht haben würde, die Regierung, würde versuchen, die öffentliche Meinung zu kontrollieren.

### Reaktion Sozialer Medien
Am 14. März 2018 schloss der Social-News-Aggregator Reddit das QAnon-Forum „CBTS-Stream“, weil dort wiederholt zu Gewalt aufgerufen und persönliche und vertrauliche Daten verbreitet worden waren. Daraufhin wanderten Teilnehmer zu Discord ab. Am 12. September 2018 sperrte Reddit auch das Nachfolgeforum „greatawakening“ mitsamt gleichartigen Foren, ebenfalls wegen Anstiftung zu Gewalt, Belästigung und Weitergabe persönlicher Daten. Am Tag zuvor hatte The New York Times ausführlich über jene Foren berichtet.
Im Juli 2020 kündigte Twitter an, Konten zu sperren, die QAnon-Inhalte verbreiten, weil diese gegen die Richtlinien des Unternehmens verstießen. Von solchen Konten aus seien in letzter Zeit Menschen in koordinierter Weise drangsaliert worden, die Botschaften hätten „Schäden im wirklichen Leben“ verursacht. Insgesamt gehe es um etwa 150.000 Konten. Bereits vor der US-amerikanischen Präsidentschaftswahl am 3. November 2020 löschte Twitter so mehrere zehntausend QAnon-Konten. Infolge des Sturms auf das Kapitol in Washington 2021 löschte Twitter weitere 70.000 Konten der QAnon-Bewegung.
Bis zum 16. Oktober 2020 entfernte YouTube nach Eigenangaben Zehntausende QAnon-Videos und sperrte von QAnon-Anhängern genutzte Kanäle, darunter Gewaltdrohungen oder Leugnungen von Gewalttaten. Zudem kündigte die Plattform an, ihre Richtlinien auszuweiten, um Verschwörungstheorien zu Einzelpersonen und/oder Gruppen zu verbieten.
Im September 2020 kündigte Facebook-Chef Zuckerberg an, man werde unmittelbar vor den Präsidentschaftswahlen gegen Tausende „Milizen, Verschwörungsnetzwerke wie QAnon und andere Gruppen, die nach den Wahlen zur Organisation von Gewalt oder Unruhen genutzt werden könnten“, vorgehen. Bis dahin hatte Facebook fast 800 QAnon-Gruppen gesperrt, die größte mit mehr als 200.000 Mitgliedern. Für mehr als 10.000 Instagram-Konten, 440 Facebook-Seiten und fast 2000 Facebook-Gruppen wurden Restriktionen verhängt, die die Reichweite von QAnon-Inhalten beschränken sollen, und mehr als 300 Hashtags mit QAnon-Bezug blockiert. Die Extremismusforscherin Julia Ebner hielt die Aktionen jedoch für unwirksam, da Facebook viel zu spät reagiert habe. Am 7. Oktober 2020 kündigten Facebook und Instagram an, alle Einträge und Konten mit QAnon-Bezug zu löschen, selbst ohne gewalttätige Inhalte. Hintergrund war ein Anzeigenboykott vieler Unternehmen, durch den man starke Einkommensverluste erlitt.
Im Internet bildeten sich mehrere Websites, auf denen sich Freunde, Bekannte oder Angehörige von QAnon-Anhängern austauschen. Die Gruppe „QAnon Casualties“ bei Reddit hatte bis September 2023 über 260.000 Mitglieder.

## Film
- The Antisocial Network: Memes to Mayhem. Regie: Giorgio Angelini, Arthur Jones (Vereinigte Staaten 2024, deutscher Titel: Das antisoziale Netzwerk: Memes, Verschwörungstheorien und Gewalt).
- Benjamin Zand: The Cult of Conspiracy: QAnon. Erschienen 7. Dezember 2021 (Vereinigtes Königreich, deutscher Titel: Die QAnon-Verschwörung).